# RMS Lusitania
Az RMS Lusitania a Cunard Line brit hajótársaság óceánjárója volt a 20. század elején, mely főként az első világháborúban való elsüllyesztése révén vált ismertté az utókor számára. Az 1906-ban vízre bocsátott és a nagyjából a mai Portugáliát lefedő egykori római provinciáról elnevezett hajó a világ legnagyobb utasszállítójának számított addig a három hónapig, míg elkészült testvérhajója, a Mauretania. A két hajó a brit kormányzat anyagi támogatásával épült meg és volt üzemben tartva, cserébe az admiralitás igényeit figyelembe véve úgy építették meg, hogy háborús konfliktus esetén hadihajóként (segédcirkálóként) bevethető lehessen. Ezek voltak az első olyan transzatlanti utasszállító hajók, melyeket turbinameghajtással láttak el, amivel jóval gyorsabbak lettek az összes vetélytársuknál, főként a szolgálatba állításuk előtti évtizedben a leggyorsabb transzatlanti átkelésekért járó Kék Szalag címet sorra elhódító német óceánjáróknál. A Lusitania 1908-ban szerezte ezt meg, de a Mauretania gyorsabbnak bizonyult nála és egészen 1929-ig megtartotta kitüntetést.
Az első világháború elején a Lusitaniát a szerződések alapján rekvirálta az admiralitás és hozzáláttak segédcirkálóvá való átalakításához és ilyen minőségben fel is vették a flotta állományába, de még mielőtt a fegyvereit ténylegesen felszerelték és hadihajóként alkalmazták volna, ismét kereskedelmi hajóként kezdték alkalmazni a transzatlanti útvonalon, a hadihajók regiszteréről ugyanakkor nem törölték. A Lusitania az első világháború idején 22 transzatlanti utat teljesített, és az első útját leszámítva mindegyik alkalommal szállított Nagy-Britanniába hadianyagot a rakterében – hasonlóan a Cunard többi utasszállítójához. A 202. óceáni átkelése során New Yorkból hazafelé tartva 1915. május 7-én mintegy 20 km távolságra Írország déli partjaitól elsüllyesztette a német U 20 jelzésű tengeralattjáró egyetlen torpedóval. Az óceánjáró mindössze 18 perc alatt süllyedt el, a fedélzetén tartózkodó közel 2000 emberből mintegy 1200 veszítette életét, közöttük 128 amerikai állampolgár.
Az óceánjáró elsüllyesztésének híre nagy sajtóvisszhangot keltett világszerte, az angolszász propagandában igyekeztek a polgári (főként a semleges amerikai) állampolgárok halálára felhívni a figyelmet, és ezen keresztül németellenes érzelmeket felkorbácsolni. Német részről ellenben azt hangsúlyozták, hogy a korlátlan tengeralattjáró-háború 1915 februári bejelentése óta számos alkalommal felhívták a figyelmet a Nagy-Britanniába való utazás veszélyeire, ráadásul a brit részről segédcirkálóként bejelentett, nyíltan hadianyagot szállító óceánjáró – melyről tévesen úgy hitték, ténylegesen fel is van fegyverezve – legitim katonai célpontnak számított.
A Lusitania elsüllyesztésének jogossága mindmáig vita tárgyát képezi a történészek között. Az angolszász történetírás szerint bár az eseményre két évvel az Egyesült államok hadba lépése előtt került sor, de jelentős mértékben megnövelte a Németország elleni hadba lépés támogatottságát a közvélemény körében.

## Áttekintés
A Cunard fő vetélytársainak a német hajótársaságok számítottak a transzatlanti személyszállítás terén a 20. század elején. A német Kaiser-osztály sikereire a Cunard két új „óceáni agár” (ocean greyhound) megépítésével válaszolt, melyek a Lusitania és a Mauretania voltak. A Cunard a brit admiralitás anyagi támogatásával építette meg mind a két hajót azzal a kikötéssel, hogy háború esetén a haditengerészet alkalmazhatja őket katonai szolgálatra (segédcirkálóként vagy csapatszállítóként). Emiatt ágyútalapzatokkal tervezték meg őket, de a Lusitania talapzataiba soha nem szereltek be ténylegesen ágyúkat. A Lusitania és a Mauretania is gőzturbinákat kapott, melyek segítségével 24 csomós szolgálati sebesség elérésére voltak képesek. El voltak látva liftekkel, szikratávírókkal és elektromos világítással. Az utasterük 50%-kal nagyobb volt bármely korábbi óceánjáróéhoz képest, az első osztály fedélzetei pazar berendezésükről voltak ismertek.(p45)
Az első világháború elején Nagy-Britannia és Németország egy sor egymás elleni intézkedést foganatosított. A Királyi Haditengerészet a háború elején blokád alá vette Németországot; a német aknatelepítésekre válaszul pedig háborús övezetté nyilvánították az egész Északi-tengert 1914 őszén, és elaknásították az ide vezető útvonalakat (a La Manche nagy részét Dovernél). A németek válaszul az Egyesült Királyság körüli vizeket nyilvánították háborús övezetté, amelyen belül az antant bármely hajóját figyelmeztetés nélkül elsüllyeszthették. A britek dugáruvá nyilvánítottak minden Németországba tartó élelmiszer-szállítmányt.(p28) Miután a tengeralattjárók nem tudtak elsüllyeszteni kellő mennyiségű hajót, a német hatóságok lazítottak a tengeralattjárók tevékenységét korlátozó megkötéseken. Németország washingtoni nagykövetsége 50 újsághirdetésben hívta fel a figyelmet a brit hajók fedélzetén a háborús övezetbe való utazás veszélyeire, ami megtörtént a Lusitania 1915. május 1-ei utolsó kihajózása előtt is. A britek és az amerikaiak kifogást emeltek azt az álláspontot hangoztatva, hogy bármely hajó figyelmeztetés nélküli megtorpedózásával való fenyegetés helytelen eljárás, függetlenül attól, hogy ennek eshetőségére előzetesen felhívják-e a figyelmet vagy sem.(pp6–7)
Május 7-én délután egy német tengeralattjáró megtorpedózta a Lusitaniát 11 mérföldre (kb. 20 km-re) Írország déli partjaitól a háborús övezetként megjelölt területen belül. A torpedó robbanófejének robbanását egy második robbanás is követte. A sérülései következtében 18 percen belül elsüllyedt, személyzetének és utasainak 1197 tagja életét veszítette. A hajóroncsból mindössze 12 holttestet tudtak kiemelni.(p57)
A német kormányzat megpróbálta igazolni a Lusitania elsüllyesztésének jogosságát. Az indoklás különösen nagy hangsúlyt fektetett a 44 000 tonnás hajón relatíve kis mennyiségűnek számító, 173 tonnányi dugárura, valamint azokra a valótlan állításokra, hogy az óceánjáró fel volt fegyverezve és kanadai csapatokat szállított volna a fedélzetén. A hajók előzetes figyelmeztetés nélküli elsüllyesztésének védelmére azt hozták fel, hogy a cirkálóháború szabályait hatályon kívül helyezte a britek azon korábbi lépése, hogy kereskedelmi hajókat fegyvereztek fel és azzal az utasítással látták el őket, hogy kerüljék ki vagy amennyiben a körülmények ezt lehetővé teszik, akkor gázolják le a tengeralattjárókat, és emiatt a háborús övezetbe belépni szándékozó összes hajó számára kiadott általános figyelmeztetés megfelelő intézkedés volt.(p273)
Az első világháború után az egymást követő brit kormányzatok kitartottak azon állítás mellett, hogy nem volt „muníció” (leszámítva a kézi lőfegyverekhez valókat) a Lusitania fedélzetén, a németeknek pedig nem volt joguk hadihajóként eljárni vele szemben. A legerőteljesebb tiltakozás akkoriban azonban az Egyesült Államok részéről érkezett. A semlegességi ellenőrzések révén az amerikai hatóságok tisztában voltak azzal, hogy a hajó nem volt felfegyverezve, az amerikai törvényeknek megfelelően jár el, és főként utasszállítóként funkcionál csaknem kétezer utast és kiszolgáló személyzetet szállítva a fedélzetén, köztük amerikai állampolgárokat, számos közismert személyiséggel. Az amerikai kormányzat azzal érvelt, hogy a körülményektől függetlenül semmi nem igazolhatja nagy számú, ellenállásra képtelen polgári személy meggyilkolását, és az Egyesült Államok felelős a jogkövető amerikaiak megvédéséért. Az amerikaiak már korábban is több alkalommal figyelmeztették a németeket a hadviselési módjukat illetően, és a németek is demonstrálták azt, hogy a tengeralattjáróik képesek kereskedelmi hajókat elsüllyeszteni a cirkálóháború szabályainak megfelelő módon.
A Lusitania elsüllyesztése a közvéleményt csakúgy, mint az állami vezetők véleményét Németország ellen hangolta. Az USA tiltakozása és a német belpolitikai nyomás oda vezetett, hogy Németország felfüggesztette az utasszállítók elleni figyelmeztetés nélküli támadásokat és később még tovább korlátozta a tengeralattjárók tevékenységét. Az USA hadüzenetére 1917-ben az után került sor, hogy a német kormányzat ezen megkötések megszegése mellett döntött és az amerikai kereskedelmi hajók ismét támadásoknak lettek kitéve, valamint hogy a Zimmermann-távirat révén előkészítették a konfliktust az Egyesült Államokkal.

## Tervezése és megépítése

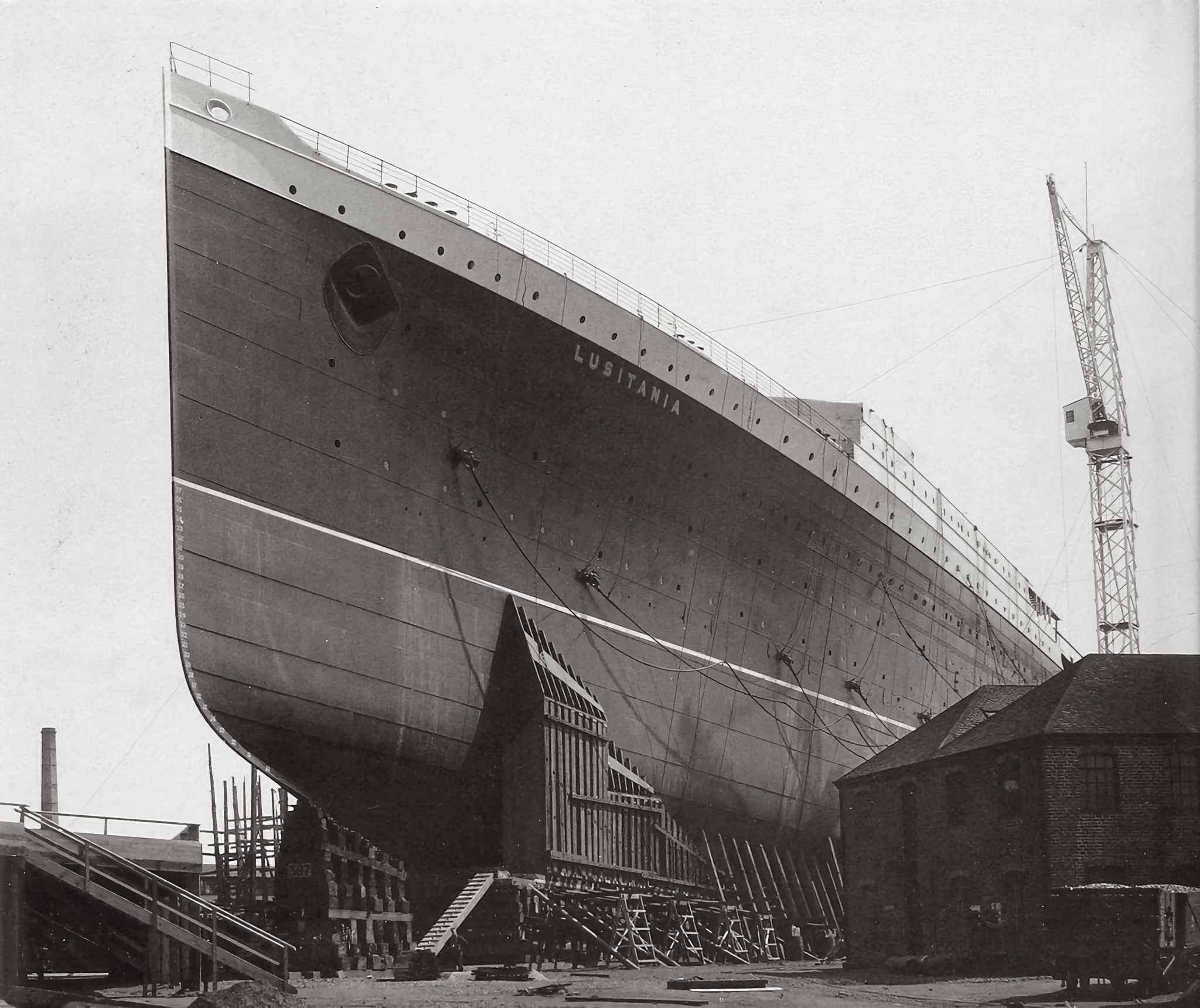
A Lusitania röviddel a vízrebocsátása előtt

A Lusitaniát és a Mauretaniát a Cunard állította szolgálatba reagálva a transzatlanti forgalmat bonyolító hajótársaságok között egyre fokozódó konkurenciaharcra, különösen pedig a német Norddeutscher Lloyd (NDL) és a HAPAG hajótársaságok jelentette kihívásra. E két német vállalat nagyobb, gyorsabb, modernebb és fényűzőbb hajókat épített, mint a Cunard. Ezen túlmenően az NDL és HAPAG hajói német kikötőkből kiindulva nagyobb szeletet hasíthattak ki maguknak az Európát elhagyni kívánó emigránsok Észak-Amerikába szállításának jövedelmező üzletéből. Az NDL Kaiser Wilhelm der Große nevű óceánjárója 1897-ben elhódította a Kék Szalagot a Cunard Campaniájától, majd a címet 1900-ban a HAPAG flottájához tartozó Deutschland szerezte meg. Az NDL 1903-ban szerezte azt vissza a Kaiser Wilhelm II és a Kronprinz Wilhelm révén. A Kaiser-osztály néven ismertté vált hajóosztály egységeinek szolgálatba állítása révén a Cunard utasforgalma visszaesett.

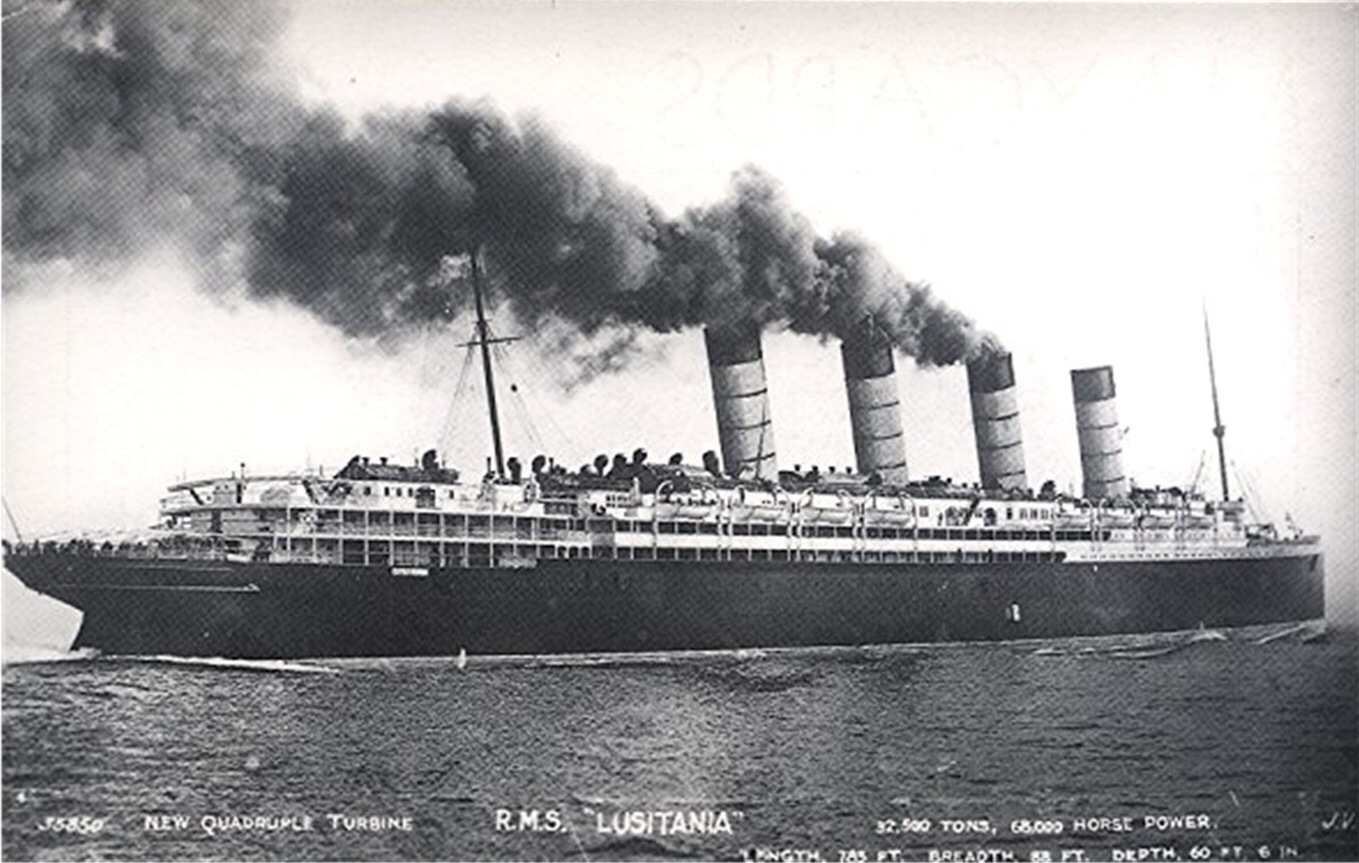
RMS Lusitania - megépítve 1904-1906 között

J. P. Morgan amerikai üzletember úgy döntött, hogy beruház a transzatlanti személyszállításba és egy új vállalatot hoz létre International Mercantile Marine Co. (IMM) névvel. 1901-ben megvette a Frederick Leyland & Co. teherhajó társaságot és ellenőrzési jogokat szerzett a szintén brit White Star Line utasszállítással foglalkozó hajótársaság felett, melyeket betagolt az IMM-be. 1902-ben az IMM, az NDL és a HAPAG „érdekközösségre” (Community of Interest) lépett az árak rögzítése és a transzatlanti kereskedelem egymás közötti felosztása céljából. A partnerek 51%-os részesedést szereztek a Holland-Amerika Line-ból. Az IMM ajánlatot tett a Cunard felvásárlására, mely a francia Compagnie Générale Transatlantique (CGT) mellett a legfőbb riválisa volt.
A Cunard elnöke, George Burns (Lord Inverclyde) a felvásárlás elkerülése érdekében segítséget kért a brit kormányzattól. Szembesülve a brit óceánjáró-flotta összeomlásának lehetőségével és az ezzel járó nemzeti presztízsvesztéssel, valamint szem előtt tartva a háború esetén az ilyen hajók hadrafoghatóságát, a kormányzat beleegyezett a segítségnyújtásba. Az 1903 júniusában megkötött szerződés értelmében a Cunard 2,6 millió £ anyagi támogatásban részesült két hajó megépítéséhez, mely összeget 20 év alatt kellett törlesztenie nagyon kedvező, 2,75%-os kamattal. A hajók után évente 75 000 £ szolgálatban tartási támogatást fizettek és postaszállítási szerződést is kötöttek 68 000 £ értékben. Cserébe a hajókat a brit admiralitás kívánalmainak megfelelően építették meg, hogy háború esetén segédcirkálókként is alkalmazhassák őket.

### Dizájn

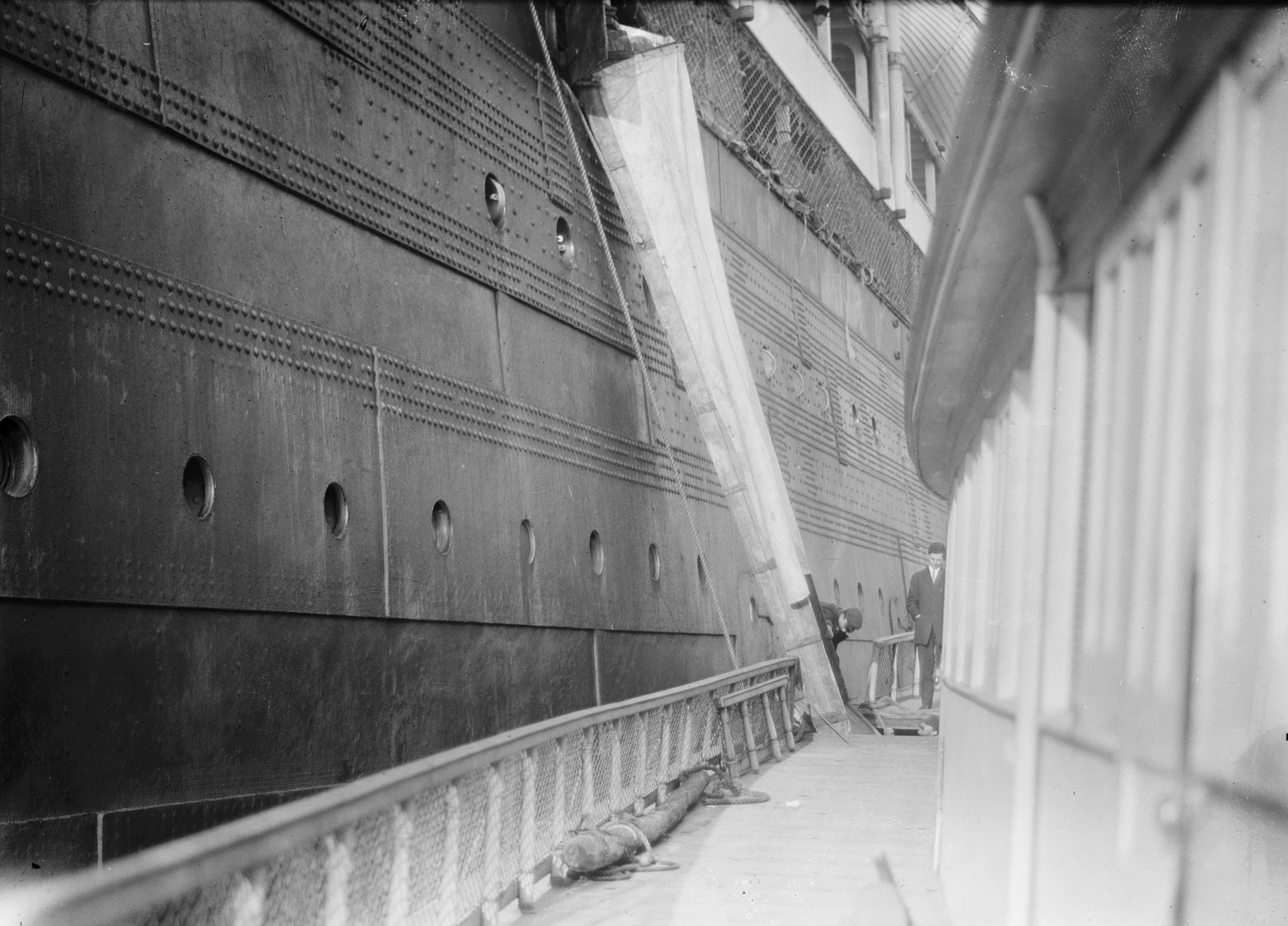
A Lusitania karácsonyi postát ad le egy kisebb postahajónak

A Cunard egy bizottságot állított fel az új hajók megtervezésére, melynek vezetője James Bain, a Cunard haditengerészeti szuperintendánsa lett. További tagjai a bizottságnak voltak még H. J. Oram ellentengernagy, aki a királyi haditengerészet gőzturbinával felszerelt hajóinak megtervezésében vett részt, valamint Charles Parsons, akinek a Parsons Marine vállalata a turbinákat legyártotta.
Parsons azt állította, hogy elég erős hajtóműveket tud gyártani a hajó számára 25 csomó tartós sebesség eléréséhez, amihez 68 000 le teljesítmény leadására lett volna szükség. Az eddigi legnagyobb turbinákat a Dreadnought csatahajó (23 000 le) és az Invincible-osztályú csatacirkálók (41 000 le) számára építették meg, ami azt jelentette, hogy az óceánjáróknak teljesen új, még kipróbálatlan turbinákat kellett gyártani. A turbináknak megvolt az az előnye, hogy kisebb vibrációval járt a működésük, mint a dugattyús hajtóműveké, és megbízhatóbbak voltak nagy sebességgel való haladáskor, emellett az üzemanyagfogyasztásuk is kisebb volt. Habár eleinte elutasította ezt a viszonylag kipróbálatlan hajtóműtípust, a Cunardot meggyőzte az admiralitás arról, hogy állítsanak fel egy tengerészeti szakértőkből álló bizottságot az új óceánjárókon való alkalmazási lehetőségeinek kivizsgálására. A turbinák és a gőzgépek előnyeit és hátrányait egy sor teszten vizsgálták a Newhaven és Dieppe között közlekedő turbinahajtású Brighton komphajó és a hasonlóan megtervezett, de gőzgép hajtotta Arundel részvételével. A „Turbina Bizottságot” meggyőzték ennek, és más teszteknek az eredményei arról, hogy a turbinák jelentik a megoldást, és 1904. március 24-én azt tanácsolták, hogy turbinákkal építsék meg az új expressz-óceánjárókat. Az új hajtóművekkel való még több tapasztalatszerzés érdekében a Cunard felkérte John Brownt, hogy szereljen be turbinákat az Carmaniába, a két épülőben lévő 19 500 tonnás, közepes méretű óceánjáró egyikébe. A Carmania 1905-ben készült el, aminek révén a Cunard csaknem két éven át tesztelhette a turbinameghajtást, mielőtt átadták volna a két új szuper-óceánjárójukat 1907-ben.
A hajót Leonard Peskett tervezte és a John Brown and Company építette meg a skóciai Clydebankban. A hajó a nevét az ókori római Lusitania provincia után kapta, mely az Ibériai-félsziget délnyugati részén, a mai Dél-Portugália és Extremadura területén feküdt. Az előző ezzel a névvel futó hajót 1871-ben építették meg, de ez 1901-ben Új-Skócia partjainál hajótörést szenvedett és odaveszett, így a név felszabadult a hajóregiszterben.

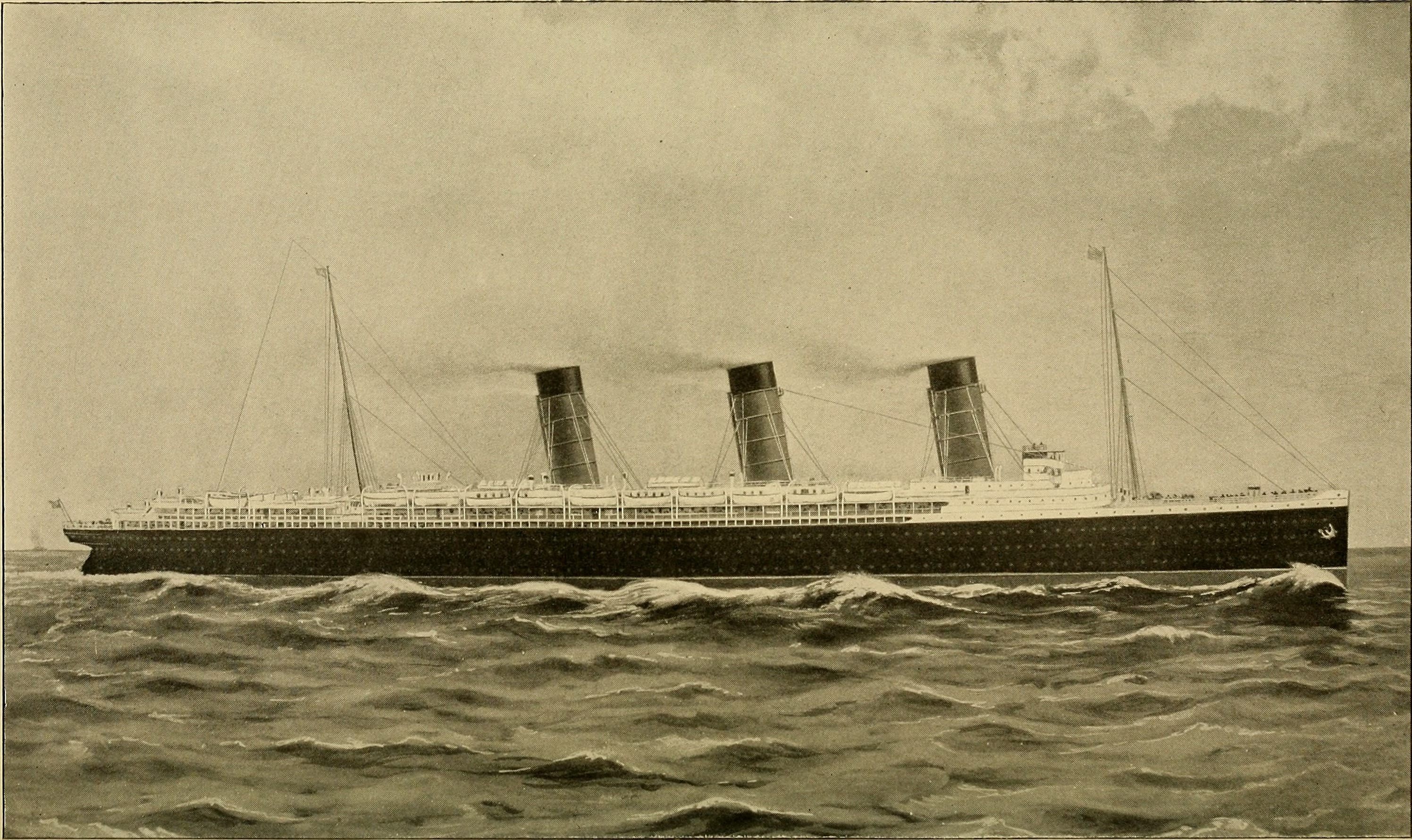
A Lusitania egyik korai koncepciós rajza három kéménnyel

Peskett 1902-ben elkészítette az általa javasolt hajó nagyméretű modelljét, melynek három kéménye volt. 1904-ben a terveket egy negyedik kéménnyel is kiegészítették, mivel a turbinameghajtás melletti döntés további kazánok beszerelését igényelte. Az eredeti tervek szerint három hajócsavart kapott volna, de mivel úgy gondolták, hogy a szükséges hajtóerőt nem tudnák ennyivel leadni, kapott egy negyediket is. A négy hajócsavar mindegyikét külön turbina forgatta meg, a két belső hajócsavar megforgatásához tartozott még két kiegészítő fordított turbina. A hatékonyság növelése érdekében a két belső hajócsavar befelé, míg a két külső kifelé forgott. A külső turbinák nagy nyomással működtek, a kiáramló gőzüket pedig viszonylag alacsony nyomással vezették át a két belsőbe.
A hajócsavarokat közvetlenül hajtották meg a turbinák, a hatékonyság növelése érdekében robusztus sebességváltóműveket terveztek hozzájuk, melyek ekkor még fejlesztés alatt álltak és csak 1916-tól jelentek meg. Emiatt a turbinákat sokkal alacsonyabb sebességgel kellett járatni, mint ami az általánosan elfogadott optimum volt. A beépített turbinák hatékonysága ezért alacsonyabb sebesség mellett kisebb volt, mint a konvencionális dugattyús motoroké, de jelentősen hatékonyabb volt nagy sebesség esetén, mint amilyennel az expressz-óceánjárók rendszeresen közlekedtek. A Lusitania 23 darab kétvégű és 2 darab egyvégű kazánnal volt felszerelve. Utóbbiak a hajó elején kaptak helyet, ahol az orr szűkülése miatt nem fértek már el a kazánok párosával. A kazánok maximum 1340 kPa nyomáson dolgozhattak és 192 tűztérrel rendelkeztek.

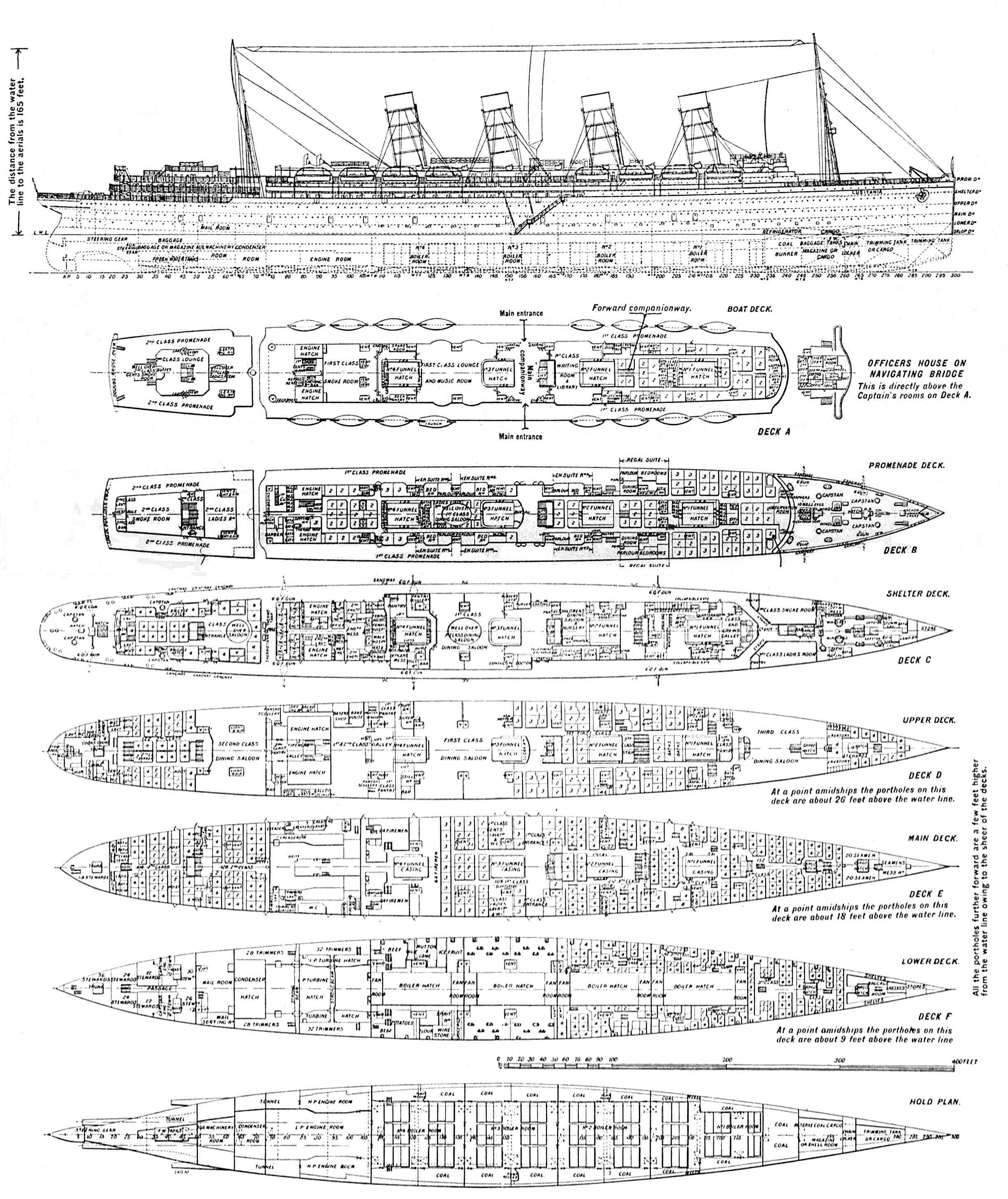
A Lusitania fedélzeti elrendezésének tervrajza. Módosításokat hajtottak végre építése közben és elkészülte után is. 1915-re a mentőcsónakok elrendezését úgy változtatták meg, hogy 11 rögzített csónak került mindkét oldalra, ezek mindegyike alatt összecsukható csónakokat helyeztek el és ezekből jutott a felépítmények fedélzetére is.

A hajótest alakjának kialakítását az admiralitás kísérleti terepén végezték a dél-angliai Haslarnál. A tesztek eredményeképpen a hajó szélességét a stabilitás növelése érdekében 3 méterrel megnövelték az eredetileg tervezettnél. A hajótest kialakítása közvetlenül a kormánylapát előtti részen és a kiegyensúlyozott kormánylapátok (balanced rudder) hagyományos építési gyakorlata szerint készült a hajó kormánymozdulatokra való gyorsabb reagálása érdekében. Az admiralitással kötött szerződés értelmében minden gépnek a vízvonal alatt kellett helyet kapnia, ahol nagyobbnak számított a tüzérségi lövedékekkel szembeni védettségük, a hajó hátsó harmadában kaptak helyet a turbinák, a kormánymű gépei és négy 375 kW teljesítményű, gőzhajtású turbógenerátor. A hajótest közepe (a teljes hosszúság fele) négy kazánteremnek adott otthont, míg az ez előtti részben, a hajó orrában kapott helyet a raktér az egyéb raktárhelyiségekkel egyetemben.
A szénraktárakat a hajó hosszában kívül, a kazántermek mellett alakították ki, a legelső, 1-es számozású kazánterem előtt közvetlenül egy keresztben elhelyezett nagy szénraktára volt. A kényelmi megfontolásokon túl (így hamar a kazánokhoz lehetett juttatni a szenet) ez a kialakítás további védelmet biztosíthatott a beljebb elhelyezett gépek számára. Legelöl volt kialakítva a horgonyláncszekrény és a hajó trimmelését javítani szolgáló ballaszttartályok.
A hajótestet 13 vízhatlan részlegre osztották fel, melyek közül bármelyik kettőt el lehetett árasztani anélkül, hogy ezzel a hajó elsüllyedését kockáztatták volna. A rekeszeket 35 hidraulikusan működtetett vízzáró ajtóval lehetett elzárni egymástól. A vízhatlan részlegek elrendezésének kritikus hiányossága volt, hogy a szénraktárak tolóajtóit nyitva kellett tartani a kazánok folyamatos szénnel való ellátásához, vészhelyzet esetén pedig nehézkes volt a bezárásuk. A hajónak kettős feneke volt, ami szintén vízhatlan részlegekre volt tagolva. A hajó a kivételes magasságát a vízvonal felett az utaskabinok számára kialakított hat fedélzetszintnek köszönhette, eddig általánosan ugyanis csak négy ilyen fedélzettel rendelkeztek az óceánjárók.
Nagy szakítószilárdságú acélt használtak a hajótest borításához a jóval gyakrabban használt lágyacél helyett. Ezek a lemezek így vékonyabbak lehettek, csökkentve a súlyt, de mégis 26%-kal ellenállóbbak voltak. A lemezeket háromsoros szegecsekkel rögzítették a helyükre. A hajót folyamatosan fűtötte és hűtötte egy termotartályos szellőztető rendszer, ami gőzhajtásos hőcserélőket használt a levegő folyamatosan 18,3 °C hőmérsékleten való tartásához, a kellő páratartalom biztosításához pedig a légáramhoz gőzt adtak.
A hajó levegőjét óránként hétszer cserélte ki teljesen a 49 különálló villanyventilátoros egység egy összeköttetéses rendszer segítségével. Az egyes ventilátor-egységeket ilyen rendszerben alkalmazva külön le lehetett állítani a karbantartások idejére. A hajókonyhák és fürdőszobák levegőjét egy külön szellőztetőrendszer segítségével kijuttatták a hajóból. A hajó teljesen megfelelt a kereskedelmi minisztérium (akkoriban: Board of Trade) által támasztott biztonsági követelményeknek, ami 16 mentőcsónak elhelyezését írta elő, melyekben összesen 1000 főnek juthatott hely.
Elkészültekor a Lusitania számított a valaha épült legnagyobb hajónak, de hamarosan felülmúlta őt a valamivel nagyobbnak megépített testvérhajója, a Mauretania, mely 0,91 méterrel volt nála hosszabb és 2 egész csomóval volt gyorsabb. A Mauretania hajótere 10 000 BRT-vel volt nagyobb, mint a legmodernebb német óceánjárónak, a Kronprinzessin Cecilienek. 50%-kal több utast tudott szállítani, mint bármely más vetélytársa. Az első osztályon (saloon class) 552, a másodosztályon a (cabin class) 460, a harmadosztályon 1186 főnek volt fenntartva hely. A személyzetéhez tartozó 827 főből 69 a fedélzeten, 369 a gépek és kazánok mellett teljesített szolgálatot, 389 pedig az utasokról gondoskodott. Mindkét óceánjáró rendelkezett szikratávíróval, elektromos fűtéssel, elektromos liftekkel, pazar belső berendezettséggel és korai kivitelezésű légkondicionálóval.

### Belső kialakítása

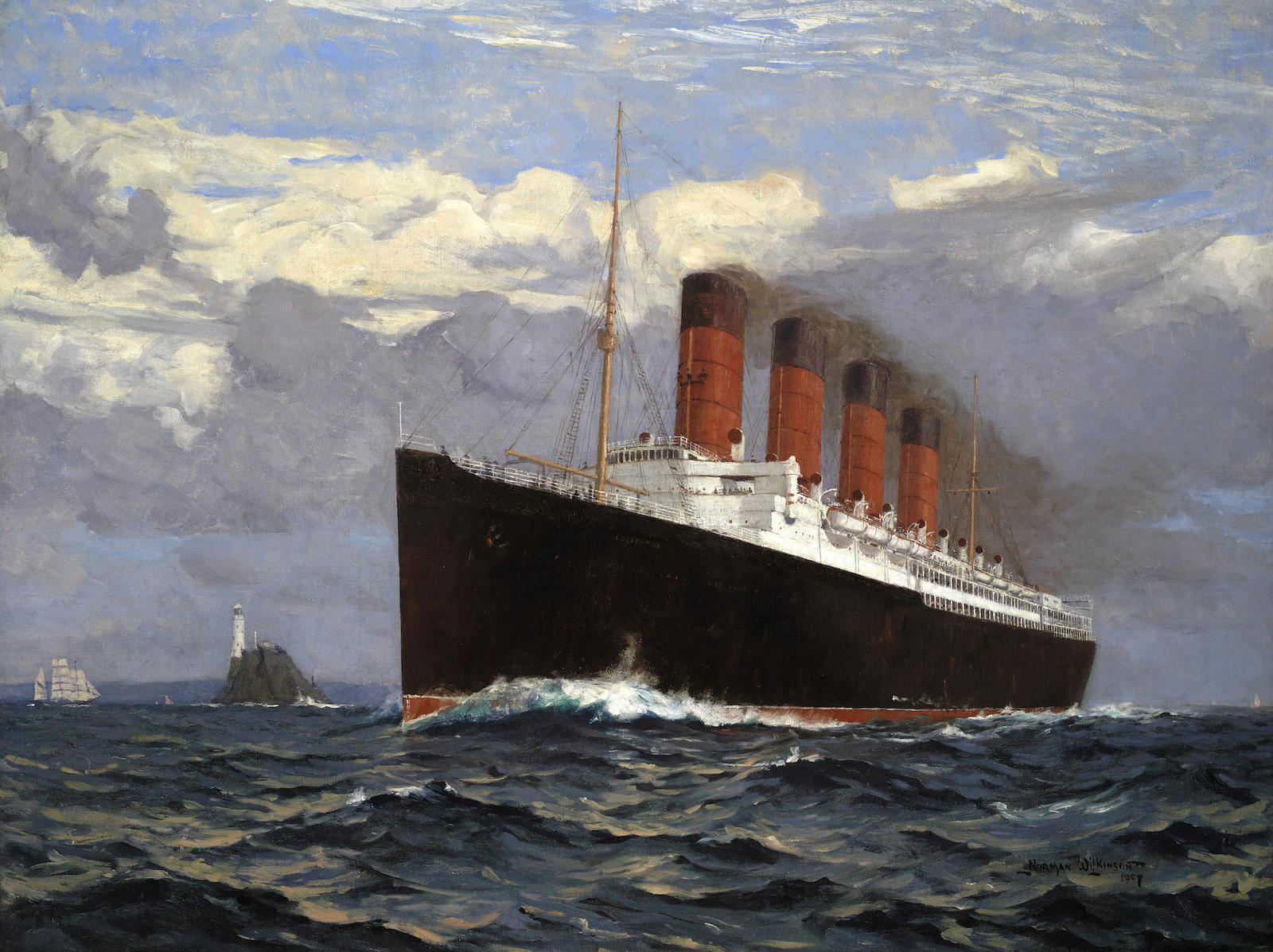
A Lusitania Norman Wilkinson alkotásán

Az észak-atlanti átkeléseik kezdetén a Lusitania és a Mauretania rendelkezett az egyik legfényűzőbb, legtágabb és legkényelmesebb belső felszereltséggel az óceánjárók között. A skót James Millert kérték fel a Lusitania belső tereinek megtervezésére, míg a Mauretania esetében Harold Peto végezte el ezt a feladatot. Miller vakolat segítségével burkolta a belső felületeket, míg Peto nagy felületeken alkalmazta a falemezeket borításként, ami azt eredményezte, hogy a Lusitania terei jóval világosabbak lettek.
Az utasokat hat fedélzeten osztották el. A legfelső utasfedélzettől a vízvonalon lévőig ezek a csónakfedélzet (A fedélzet), a promenádfedélzet (B fedélzet), a viharfedélzet (C fedélzet), a felső fedélzet (D fedélzet), a főfedélzet (E fedélzet) és az alsó fedélzet (F fedélzet) voltak. Mind a három utasosztálynak megvolt a saját tere a hajón. A kor összes utasszállítóhajójához hasonlóan az első, a másod- és a harmadosztály utasai élesen el voltak különítve egymástól. Az 1907-es eredeti felosztása szerint 2198 utas és 827 főnyi személyzet kaphatott rajta helyet. A Cunard azzal büszkélkedett, hogy az ő utasai a legelégedettebbek.

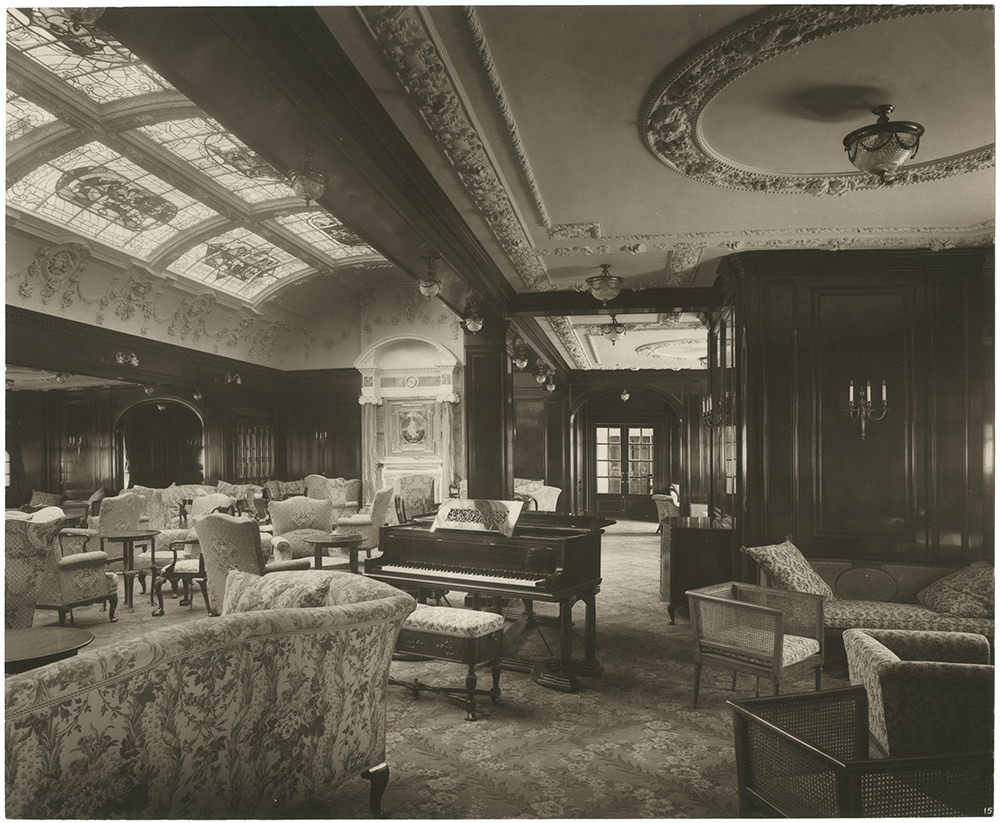
Ebédlő és zeneterem (bálterem)

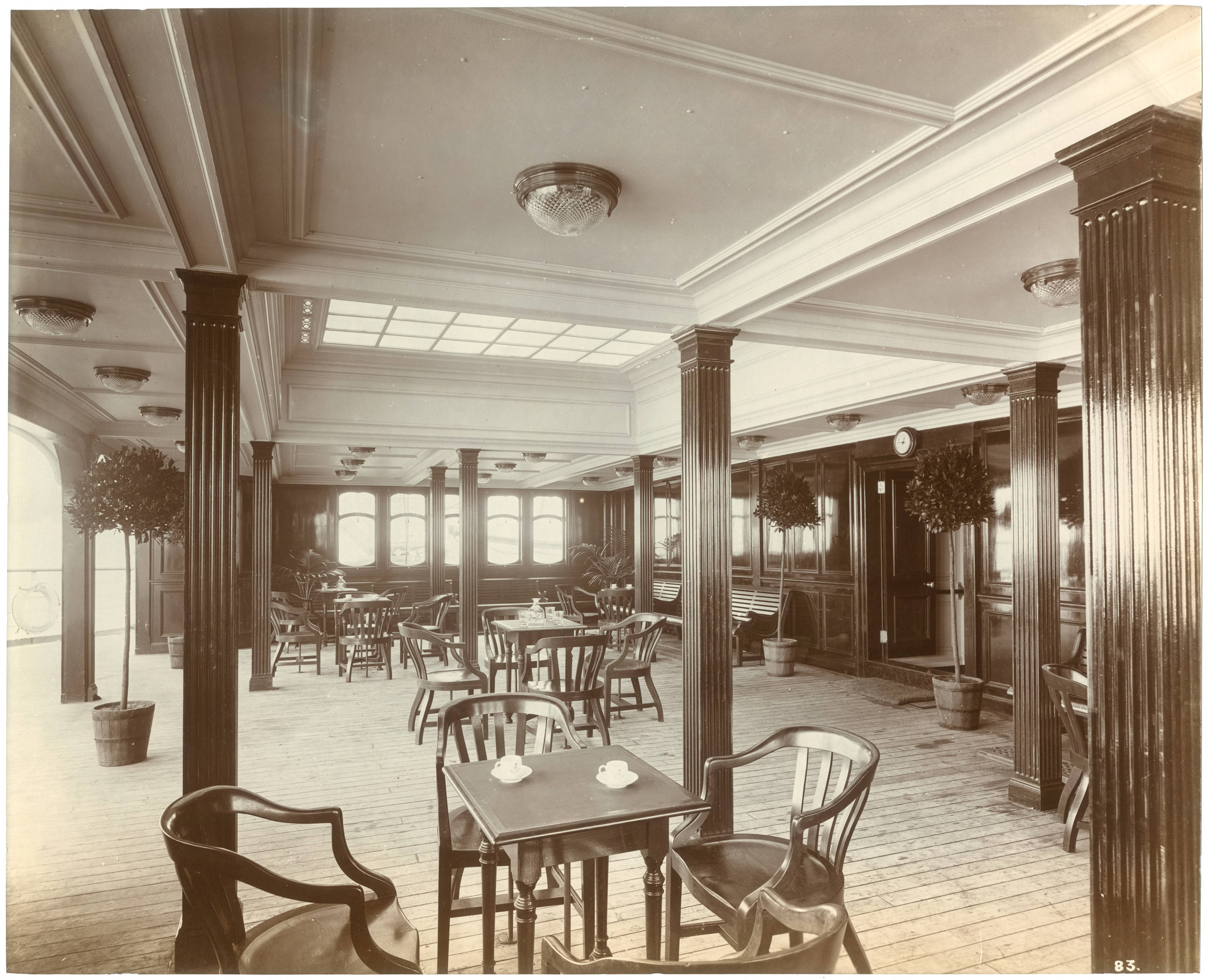
A Verandah cafe

A Lusitania első osztályának helységei a hajó közepén voltak a legfelső öt emeleten, főként a kémények között elhelyezve. Teljes kihasználtság esetén az első osztályon 552 fő utazhatott. A kor összes nagy óceánjárójához hasonlóan a Lusitania első osztályának belső berendezése is különböző történelmi stílusok keverékéből állt. Az első osztály étkezőszalonja volt a legpompásabb a hajó közösségi termei közül. Két fedélzeten alakították ki a közepén egy nyílt, kör alakú kúttal, amit felül egy nagy részletességgel kidolgozott, 8,8 méter átmérőjű kupolával koronáztak meg. A termet François Boucher munkásságára emlékeztető freskók díszítették neoklasszicista XVI. Lajos-stílusban. Az ebédlő 26 méteres alsó szintjén 323 fő, a 20 méteres felső szintjén 147 fő foglalhatott helyet. A falakat fehér színnel és arannyal díszített faragott mahagóni panelek alkották korinthoszi oszlopokkal, melyek a felső szintet támasztották alá. A bútorok hajón való elhelyezésére csak annyi utalt, hogy oda voltak csavarozva a padlóhoz, ezért az utasok nem mozdíthatták el őket saját igényeik szerint.

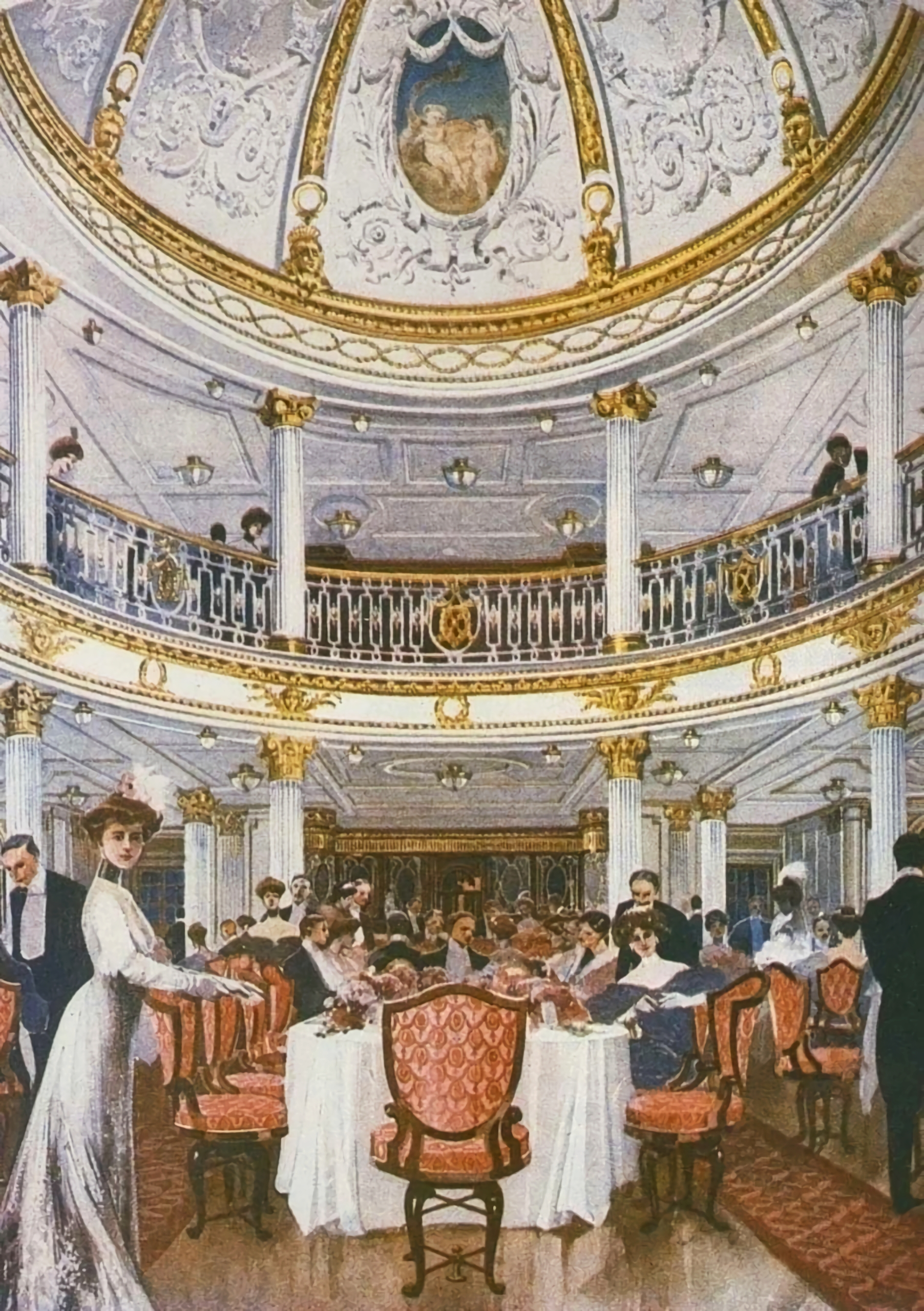
Az első osztály étkezőjét
szemléltető promóciós nyomtatvány

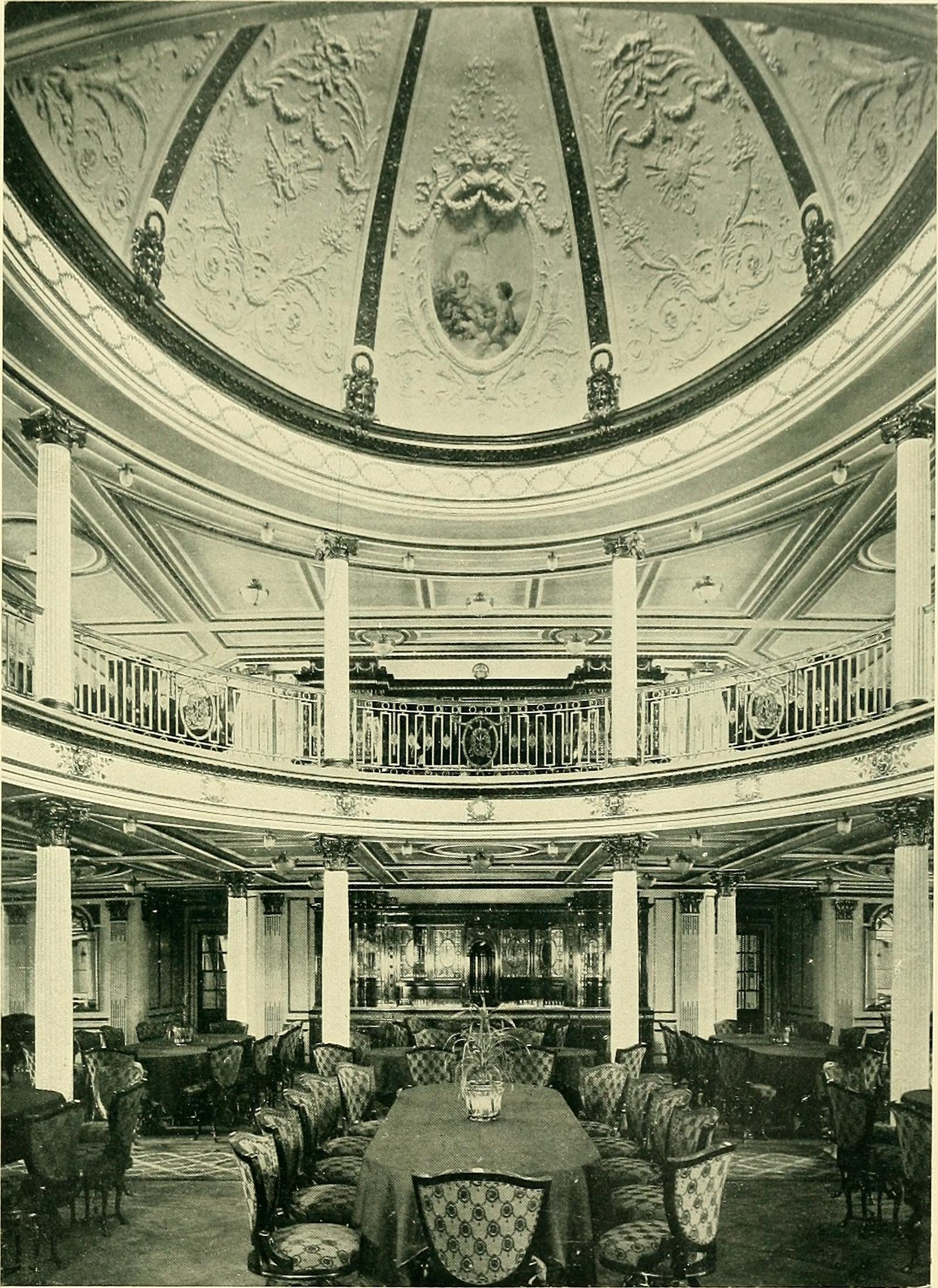
Az első osztály étkezdéje elkészültekor

Minden más első osztályú helyiség a csónakfedélzeten kapott helyet, köztük a hall, az olvasószoba, a dohányzó és a „veranda kávézó”. Ez utóbbi újdonságnak számított a Cunard hajóin. A kávézó egyik felét fel lehetett nyitni azt az érzetet keltve, hogy az ember a szabadban tartózkodik. Ez a lehetőség azonban ritkán volt kihasználva az észak-atlanti vizeken gyakori kedvezőtlen időjárás miatt.
Az első osztály hallja a György királyok korabeli építészet stílusában volt díszítve berakásos mahagóni elemekkel, melyek egy 21×21 méteres, sárga virágokkal díszített jádezöld szőnyeget vettek körbe. A teremnek dongaboltozatú, 6,1 méter magas, festett üvegekkel kirakott tetőablaka volt, melyek a kupolát 12 részre osztották, és a témájuk az év egy-egy hónapjához kötődött.

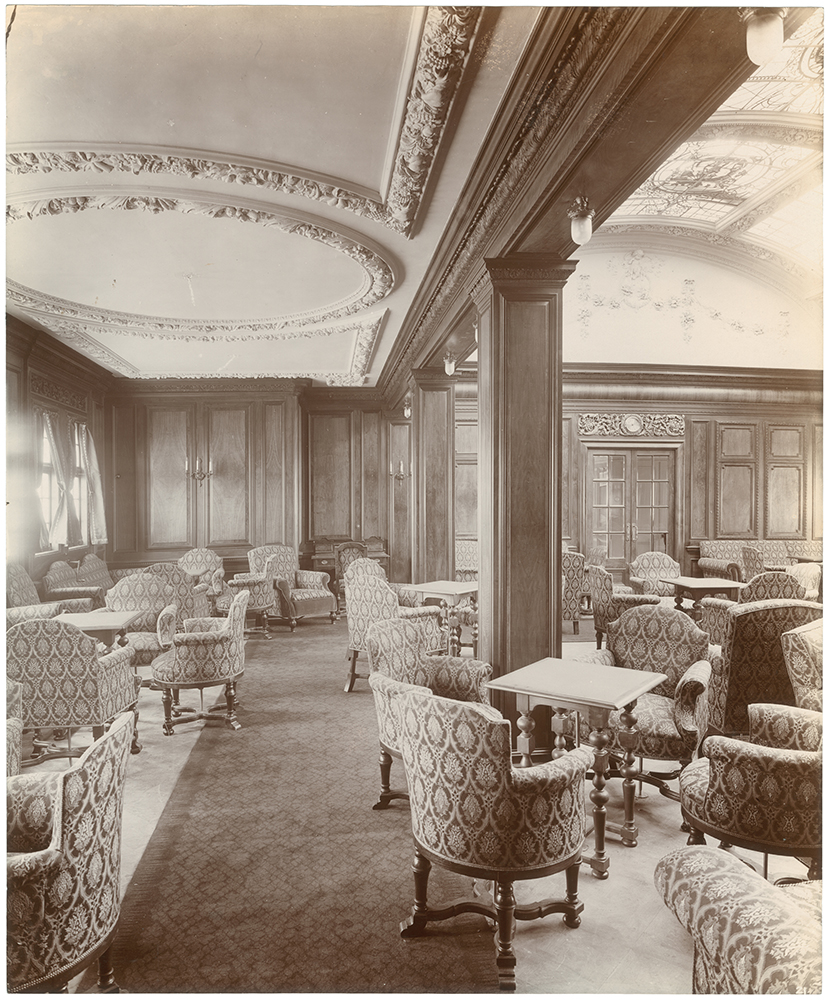
Az első osztály dohányzója

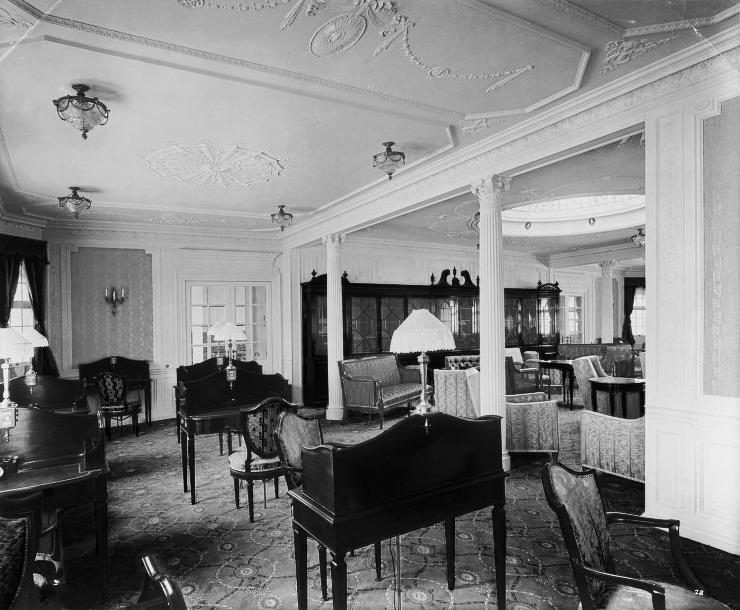
Az első osztály olvasó- és íróterme

A hall végeinél egy-egy 4,3 méter magas zöld márvánnyal borított kandalló állt, melynek zománcfestményeit Alexander Fisher festő készítette. A könyvtár falait faragott pilaszterek és díszlécek dekorálták, melyek a szürke és krémszínű selyembrokát panelekből emelkedtek ki. A szőnyeg rózsaszínű volt, Rose du Barry selyem függönyökkel és kárpitozással. A székek és az íróasztalok mahagónifából készültek, az ablakok üveglapjai maratottak voltak. A dohányzó Anna brit királynő korabeli építészeti minta alapján lett berendezve, olasz diófa panelekkel és olasz földről származó vörös bútorokkal. A nagy lépcsőfeljáró mind a hat utasszintet összekötötte a mindegyik szinten meglévő széles folyosókkal és a két lifttel. Az első osztályú kabinok különböző kialakításúak lehettek, voltak melyek osztoztak egy-egy helyiségen, mások számos külön helyiséggel is bírtak. A két királyi lakosztály két-két hálószoba mellett külön étkezővel, társalgóval és fürdőszobával rendelkezett. A bal oldali lakosztályt (port suite) a Kis-Trianonban található kastély mintájára dekorálták.
A másodosztály helyiségei a tat irányába helyezkedtek el, a hátulsó árbóc mögött. A közösségi terek a csónakfedélzet és a sétálófedélzet elkülönített részein kaptak helyet, a felépítménynek az első osztályú utasokétól leválasztott hátsó külön szekciójában. Ennek a megtervezését Robert Whyte-ra bízták, aki a John Brown által erre a feladatra szerződtetett építész volt. Bár kisebb és simább felületű volt, a dizájnja az első osztályét kölcsönözte. Ennek csak egy szintje volt felül egy kisebb méretű kupolával és kisebb erkéllyel. A falak betétes szárnyúak voltak és faragott fehér oszlopokkal dekorálták őket. Az első osztályéhoz hasonlóan az étkező lejjebb kapott helyet a szalonfedélzeten. A dohányzó és a hölgyek termei foglalták el a másodosztályon a sétálófedélzetet, ennek a hallja a csónakfedélzeten volt.
A Cunard korábbi hajóin a másodosztály nem kapott külön hallt. A 13 méteres helyiség asztalai, székei és kanapéi mahagónifából készültek, melyek alatt a szőnyeg rózsaszínű volt. A 16 méteres dohányzó falai mahagónipanelek voltak, a plafonja fehér gipszvakolat volt a közepén egy kupolával. Az egyik falán egy bretagne-i folyón játszódó jelenet volt kirakva mozaikból, a tolóablakai kékes színezésűek voltak. A másodosztály utasainak két- vagy négyágyas kabinjai voltak, melyek a vihar-, a felső- és a főfedélzeteken kaptak helyet.
A transzatlanti utak fő nyereségét hozó harmadosztályt a Lusitanián az utazási körülmények jelentős mértékű javítása miatt dicsérték, ami népszerűvé tette a kivándorlást választók körében. A Lusitania előtt és még szolgálati ideje alatt is a harmadosztály abból állt, hogy nagy nyílt terekben elhelyeztek több száz utast, akik közös fekvőhelyeken és sietősen összeeszkábált közösségi helyeken osztoztak, a közösségi teret pedig az alvóhelyiségben elhelyezett néhány asztal és szék képezte, a nyílt fedélzetnek pedig csak egy csekély része tartozott hozzá. Ennek a trendnek a letörésére a Cunard a Lusitaniához hasonló hajókon jóval kényelmesebb harmadosztályt alakított ki.
A Cunard összes utasszállítójához hasonlóan a harmadosztály a Lusitanián is a hajó elején kapott helyet a vihar-, a felső-, a fő- és az alsó fedélzeten. A korabeli többi hajóhoz képest kényelmesnek és tágasnak számított. A 24 méteres étkező a hajó orránál volt a szalonfedélzeten, a bútorai a másik két harmadosztályú közösségi helyiségéhez – a viharfedélzeten berendezett dohányzóhoz és hölgyek terméhez (női társalgóhoz) – hasonlóan fényesített fenyőből készült.
Mikor a Lusitania teljes harmadosztálya foglalt volt, a dohányzót és a hölgyek termét könnyen átalakíthatták étkezővé a megnövekedett igények fedezésére. Az ételt hosszú asztaloknál fogyasztották forgószékeken ülve, napi két alkalommal. Egy zongorát állítottak be az utasok számára. Ami különösen vonzóvá tette a Lusitániát a kivándorlók és a kevésbé tehetős utazók számára, az a harmadosztály hálóhelyiségének felosztása volt két-, négy-, hat- és nyolcágyas kabinokra, melyek a fő- és alsó fedélzeten kaptak helyet.
A Bromsgrove Céh tervezte és gyártotta le a Lusitania belső kárpitozásának nagy részét. A Waring and Gillow is pályázott az egész hajó berendezésére, és bár alulmaradt a kiírásban, a berendezés egy részét mégis ez a cég szállította le.

### Megépítése és próbajáratai

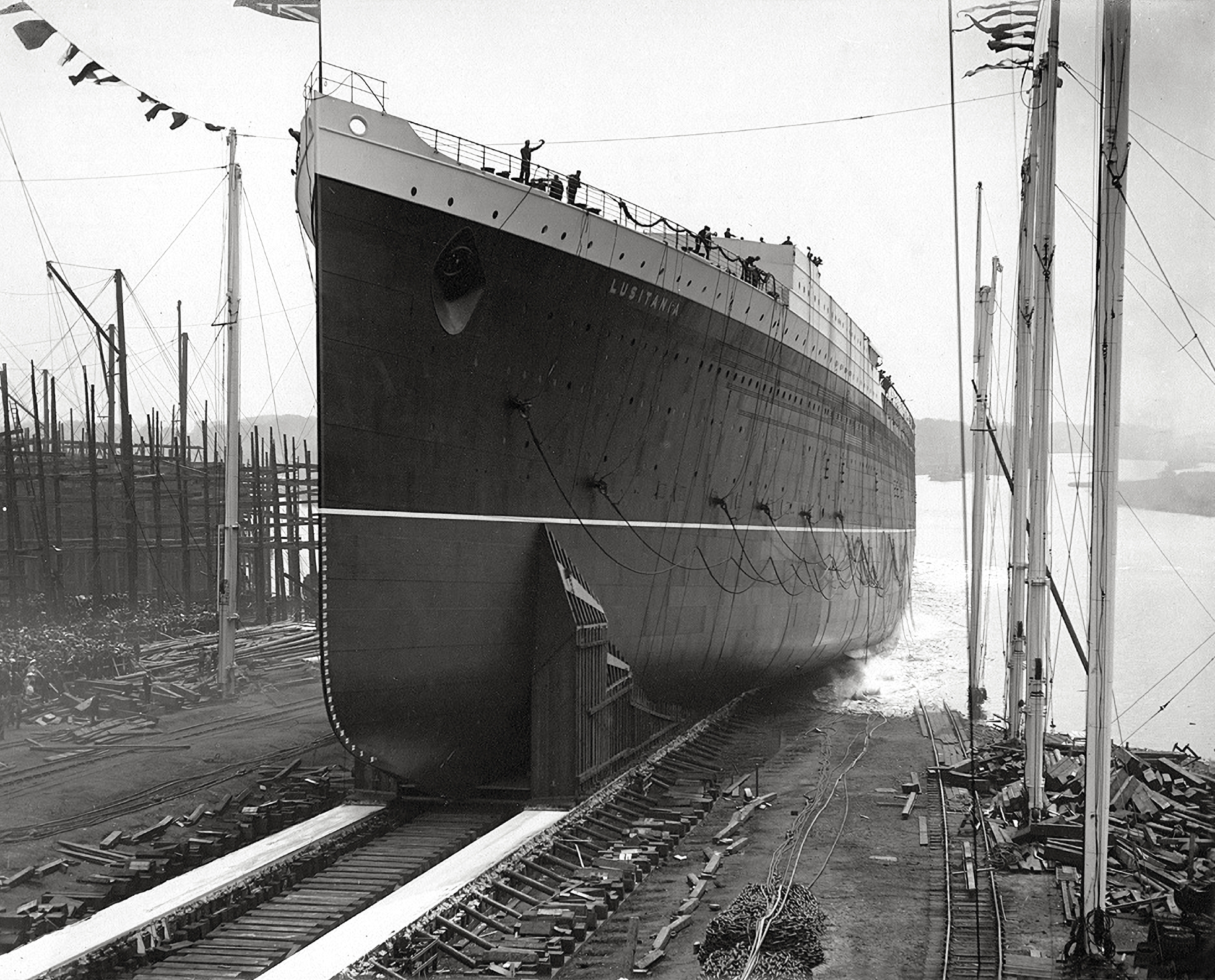
A Lusitania vízrebocsátása
(1906. június 7.)

A Lusitania gerincét a John Brown clydebank-i hajógyárában fektették le 1904. augusztus 17-én, és az első szegecset James Burns (Lord Inverclyde) ütötte be a helyére. A Cunardnál a hajót „a skót hajó” becenévvel emlegették. (A Mauretania megépítésére a megbízást az angliai Swan Hunter kapta és három hónappal később kezdték el építeni.) A végső részletek kidolgozását a két hajógyár mérnökeire hagyták, emiatt a hajótestük és felépítésük némileg különbözött egymástól. A fényképeken a két hajó leginkább a ventilátorok alapján különböztethető meg egymástól: a Lusitanián ezek lapos tetejűek voltak, míg a Mauretanián a jóval megszokottabb lekerekített kialakítást választották.
Az építendő hajó nagy méretei miatt a John Brown hajógyárát át kellett szervezni, hogy a Clyde folyóra átlósan annak a gyártelepnél legnagyobb szélességére lehessen vízre bocsátani, ahol az egyik mellékfolyója is belé torkollott. A Clyde legnagyobb szélessége ugyanis csak 190 m, míg az óceánjáró 240 m hosszú volt. Az új sólya két már meglévő sólya helyét foglalta el és megerősített cölöpökre építették, melyeket mélyen belevertek a talajba, hogy el tudja bírni az egész hajó koncentrált súlyát mikor az a vízbe siklik. A vállalat számára ezen kívül 8000 £ ment el a Clyde kikotrására, 6500 £ egy új gázgenerátorra, 6500 £ egy új elektromos erőműre, 18 000 £ a dokk kibővítésére és 19 000 £ egy új darura, mely képes volt 150 tt megemelésére, valamint 20 000 £ egyéb gépekre és felszerelésekre.
Az építési munkálatoknak az orrésznél álltak neki és hátrafelé haladtak, szemben az akkori tradicionális építési móddal, mikor a hajónak a két végénél egyszerre állnak neki és kétfelől haladnak a középső rész felé. Ennek az volt az oka, hogy a tatrész és a hajtóművek elrendezésének tervei még ekkor nem voltak véglegesítve. Vasúti sínpárokat fektettek le az épülő hajó mellé, hogy az anyagokat közvetlenül a kívánt helyre tudják leszállítani. A hajótest a főfedélzetig elkészülve, felszerelés nélkül 16 000 t-t nyomott.
A hajó (bot nélküli) elülső horgonyai 10,25 tonnát nyomtak és egy 125 tonnás, 330 fathom (603,5 m) hosszúságú lánchoz voltak rögzítve, amiket az N. Hingley & Sons Ltd gyártott le. A horgonyemeléshez használt gőzjárgányokat (gőzcsörlőket) a glasgow-i Napier Brothers Ltd készítette. A turbinák 7,6 m hosszúak voltak és 3,7 m átmérőjűek voltak a rotorjaik. A nagy átmérőt a viszonylag alacsony forgás melletti működésük tette szükségessé. A rotorokat helyben gyártották le, míg a házat és a tengelyrudakat a John Brownhoz tartozó Atlas Művek készítették Sheffieldben. Az 56 tonnás hajólapátot mozgató gépezetet az edinburgh-i Brown Brothers szállította. A fő kormánygép mozgatta a kormánylapátot fogasléceken dolgozó csigakerekekkel és tengelykapcsolókkal. Egy tartalék motor különállóan mozgathatta a fogaslécet láncmeghajtással vészhelyzet esetén. A háromszárnyú, 5,2 m átmérőjű propellereket még a parton felszerelték a tengelyekre és fával borították őket, hogy megóvják őket a vízrebocsátás során.
A hajót 1906. június 7-én bocsátották vízre, nyolc héttel később a tervezettnél a munkások sztrájkja miatt, és nyolc hónappal Lord Inverclyde halála után. Lujza brit királyi hercegnőt hívták meg a keresztelőre, de ő nem tudott megjelenni, így a megtiszteltetés Inverclyde özvegyét érte. A ceremóniát több ezren követték figyelemmel, köztük 600 meghívott vendég. A hajótesthez ideiglenes gyűrűkkel ezer tonnányi láncot rögzítettek, hogy lassítsák velük a sebességét a vízbe érkezése után. A fából készült alátámasztását kábelekhez rögzítve fékezték meg miután a hajótest a vízbe siklott róla. Hat vontatóhajó állt készenlétben, hogy a hajótestet elvontassa a felszerelés helyszínére.
A hajtóművek tesztelésére 1907 júniusában került sor még a júliusra tervezett teljes próbajáratok előtt. A gyártó által megtartott előkészítő útját július 27-re szervezték meg a Cunard, az admiralitás, a kereskedelmi minisztérium, illetve a John Brown képviselőivel a fedélzeten. Ennek során a hajó 25,6 csomós sebességet ért el egy egy mérföldes szakaszon mérve Skelmorlie-nál. A turbinái percenkénti 194 fordulatot értek el 76 000 le leadása mellett. Nagy sebesség mellett azonban olyan erős volt a vibráció a tatrészen, hogy a másodosztály szálláshelyeit lakhatatlanná tette. Ezt követően látták vendégül a VIP-vendégeket egy két napos útra, melynek során folyamatos tesztelésnek vetették alá 15, 18 és 21 csomós sebesség mellett haladva, de a maximális sebességére nem gyorsították fel. Július 29-én a vendégek elhagyták a hajót, ami után három napos teljeskörű próbajáratok következtek. Ezek során négy utat tett meg a skóciai Corsewall Light és a Cornwall előtti Longship Light világítótornyok közti szakaszon 23 és 25 csomós sebességgel, illetve a Corsewall Light és a Man-sziget, valamint az Arran-sziget és az Aila Craig között. 300 mérföldet meghaladó távon 25,4 csomós átlagsebességet ért el, ami jelentősen felülmúlta az admiralitással kötött szerződésben szereplő 24 csomós értéket. A hajócsavarok percenkénti 166 fordulatával és 23 csomós sebességgel haladva a hajó 4 perc alatt volt képes megállni a fékezés kezdetétől számított ¾ mérföld (1200–14 000 m) távolságon belül a hajócsavarok ellentétes irányba való forgatásának segítségével. A teszten a mért mérföldön 26 csomós sebességet ért el 10 méteres merülésig terhelve, és 26,5 csomós sebességet ért el 60 mérföldes (97 km) távon 9,6 méteres merüléssel. 180-as fordulatszám mellett 920 m átmérőjű teljes kört tett meg 50 másodperc alatt. A hajólapátot 20 másodperc alatt lehetett 35 fokra elfordítani.
A vibráció okaként a külső és a belső hajócsavarok keltette nyomdokvizek interferenciát határozták meg, és ez kanyarodás közben fokozottan jelentkezett. Nagy sebesség mellett a vibráció frekvenciája rezonálni kezdett a tattal, tovább rontva a helyzetet. A probléma mérséklésére a tatot belülről megerősítették, amihez a másodosztály helyiségeit szét kellett bontani, majd újra kellett építeni. Ez azzal járt, hogy a dekorációs elemeket további oszlopokkal és ívekkel bővítették. A hajót augusztus 26-án szállították le a Cunardnak, és bár pályafutása során több alkalommal is próbáltak javító munkálatokkal tenni ellene, a vibrációs problémát soha nem tudták teljes mértékben megoldani.

### Összehasonlítása azOlympic-osztállyal
A White Star Line Olympic-osztályú óceánjárói közel 30 méterrel hosszabbak és valamivel szélesebbek voltak a Lusitania-osztály egységeinél, amivel a vízkiszorításuk 15 000 tonnával haladta meg azokét. Mind a Lusitania, mind a Mauretania már évek óta szolgálatban volt az Olympic, a Titanic és a Britannic színrelépésekor. Habár jóval gyorsabb voltak az Olympic-osztálynál, a Cunard hajói nem voltak elég gyorsak ahhoz, hogy hetente két-két járatot indítsanak az Atlanti-óceán két partjáról. Ehhez egy harmadik hajót is szolgálatba kellett venni, és a White Star bejelentésére, hogy három Olympic-osztályú egység megépítését tervezi, a Cunard is rendelt egy harmadikat a Lusitania-osztály kiegészítésére, az Aquitaniát. Az Olympichez hasonlóan az Aquitania sebessége is alacsonyabb volt, de nagyobb volt, és még fényűzőbb.
A nagyobb méreteik miatt az Olympic-osztályú hajók számos egyéb előnyt tudtak nyújtani, mint a Lusitania vagy a Mauretania. Az Olympic és a Titanic is rendelkezett úszómedencével, Viktória-stílusú törökfürdőkkel, egy tornateremmel, egy fallabdapályával, nagy recepciós termekkel, az étkezőtől különálló À la Carte-éttermekkel és sokkal több saját fürdőszobával felszerelt luxuslakosztállyal, amikkel a Cunard két nagy hajója nem volt ellátva.
A négy gőzturbina keltette erős vibráció végig kísérte a Lusitania és a Mauretania karrierjét. A végsebességével haladva a Lusitania esetében olyan erős volt ez a vibráció, hogy a másod- és a harmadosztály lakhatatlanná vált.(p46) Velük ellentétben az Olympic-osztálynál két dugattyús hajtóművet alkalmaztak a szélső hajócsavarokhoz, és csak a középsőt hajtották meg gőzturbinával, mely megoldás révén jelentősen csökkenteni tudták a vibrációt. A nagyobb szélesség és vízkiszorítás révén az Olympic-osztályú óceánjárók jóval stabilabbak is voltak a tengeren és kevésbé lengtek ki. A Lusitania és a Mauretania hajóorrának függőleges volt az orrkialakítása, míg az Olympic esetében kissé döntött volt már. A hajóorrt úgy tervezték, hogy a hullámokon keresztülvágja magát, nem pedig meglovagolja azokat. Ennek az előre nem látott következménye az lett, hogy a Lusitania-osztály egységeinek orra ijesztő mértékben hajlamos volt előre bólintani még nyugodt időben is, a nagy hullámok pedig a hajóorra és a felépítmény első részére zúdulhattak.(pp51–52) Ez jelentősen közrejátszott ahhoz a sérüléshez, amit a Lusitania 1910 januárjában szerzett egy erős hullámtól.

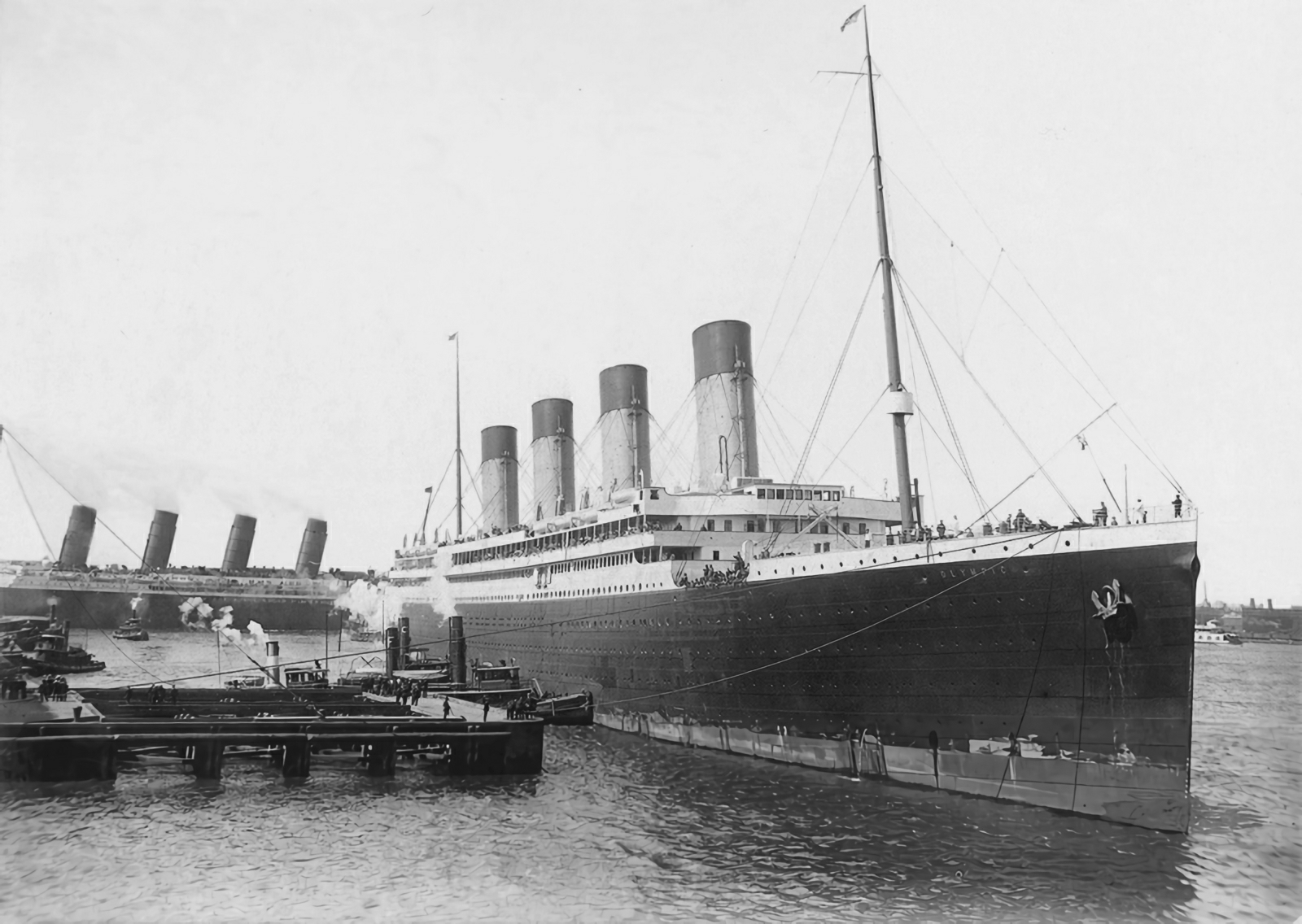
Az első útjáról hazaérkező Olympic a háttérben az útnak induló Lusitaniával (1911. június)

Az Olympic-osztály a víz alatti részeinek felosztásának módjában is különbözött a Lusitania-osztálytól. A White Star hajóit keresztirányú vízzáró rekeszfalakkal osztották fel, hasonlóan a Lusitaniához, ám utóbbi testébe kétoldalt hosszanti irányú vízzáró falak is be voltak építve a kazántermek, a géptermek és a szénraktárak mentén. A Titanic 1912-es elsüllyedését vizsgáló bizottság olyan beszámolókat rögzített, melyek szerint víz a hosszanti válaszfalakon kívüli szénraktárakat öntötte el. A nagy hosszúsága miatt ez növelhette a hajó dőlését és „a túlsó oldalon a csónakok leeresztését lehetetlenné tette” — és pontosan ez történt később a Lusitaniával is. A hajó stabilitása nem volt megfelelő az alkalmazott válaszfal-elrendezéshez: elég volt három szénraktár elöntése az egyik oldalon ahhoz, hogy az negatív metacentrikus magasságot eredményezzen. Másrészt a Titanicnak kellő stabilitása volt ahhoz, hogy csak pár fokkal megdőlve süllyedjen el, mivel a tervezése olyan volt, hogy nagyon csekély esélye legyen az aránytalan elárasztódásnak és az ebből fakadó felborulásnak.
A Lusitania nem volt felszerelve az összes utas befogadására elegendő mentőcsónakkal az első útja során, még annál is kevesebb csónakja volt, mint a Titanicnak a tragédiája idején. Ez a korabeli nagy utasszállító hajók esetében bevett gyakorlatnak számított, mivel azzal számoltak, hogy a forgalmas útvonalon, amelyen közlekedtek mindig lesz a közelben olyan hajó, amelyik a bajba jutott segítségére fog tudni sietni, ezért kevesebb számú mentőcsónak is elegendő lesz az utasok kimentésére és átszállítására még a szerencsétlenül járt hajó elsüllyedése előtt. A Titanic elsüllyedése után a Lusitania és a Mauretania további hat palánkos facsónakot kapott, amivel már összesen 22 mentőcsónakkal rendelkezett közvetlenül a csónakdaruk alatt. Ezek mellé kapott még 26 összecsukható csónakot, melyek közül 18-at közvetlenül a csónakdaruknál elhelyezettek alatt tároltak, a másik nyolcat pedig a hátsó fedélzeten helyezték el. Ezeknek az összecsukható csónakoknak homorúra vájt fából állt a feneke, és vászonból az oldalai, a vízre bocsátáshoz pedig össze kellett őket szerelni.
Az Olympic és a Britannic ezzel szemben (az utasok számának megfelelő) kellő számú mentőcsónakot kapott, melyek mind a csónakdaruk alatt álltak. Ez a különbség nagyban hozzájárulhatott ahhoz, hogy a Lusitania elsüllyedése olyan sok halálos áldozatot követelt, mivel nem állt rendelkezésre kellő idő az összecsukható csónakok és a mentőtutajok összeszerelésére, de a hajó gyors megdőlése azt sem tette lehetővé, hogy a bal oldali mentőcsónakokat leengedjék, a gyors süllyedés miatt pedig a többi (csónakdaru alatt álló) közvetlenül leengedhető mentőcsónaknak sem tudták kihasználni minden férőhelyét. Mikor a Britannic kórházhajóként 1916-ban aknára futott az Égei-tengeren a Kea-csatornán és elsüllyedt, a csónakdaru alatt álló mentőcsónakokat azonnal leengedték, aminek köszönhetően csaknem mindenkit sikerült kimenteni a fedélzetről. Viszont a Britannic elsüllyedése közel háromszor annyi időt vett igénybe, mint a Lusitaniáé, így a legénységnek több ideje volt az utasok evakuálására.

## Pályafutása

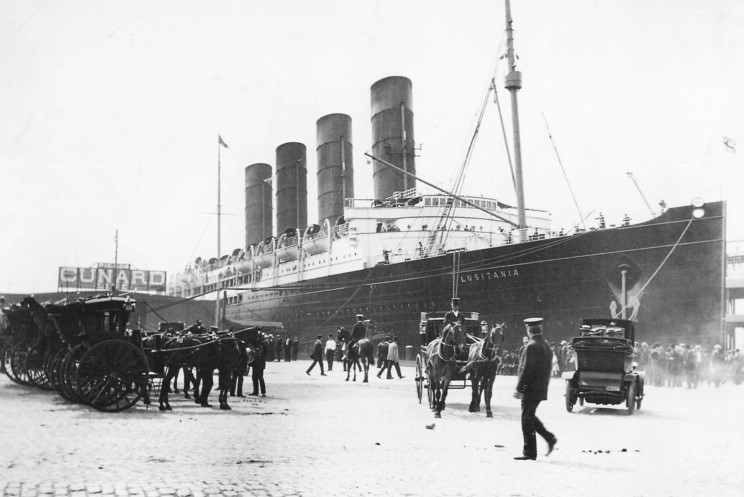
A Lusitania New Yorkba érkezése első útján

A Lusitania James Watt irányítása alatt a liverpooli mólónál horgonyzott le az első kereskedelmi útjának megkezdése előtt 1907. szeptember 7-én 16:30-kor, mikor a Kék Szalagot egy alkalommal elhódító Lucania elhagyta a rakpartot. Ekkor a Lusitania számított a legnagyobb szolgálatban lévő óceánjárónak a világon mindössze addig, míg az év novemberében be nem mutatták a Mauretániát. Reggel 9-re 200 000 fős tömeg verődött össze, hogy figyelemmel kísérhesse a Queenstown felé való kihajózását, ahol további utasokat vett a fedélzetére. Queenstownnál a Roche’s Pointnál vetett horgonyt másnap 09:20-kor, ahol rövid időre csatlakozott hozzá a Lucania, mely mellett elhaladt az éjszaka folyamán. Ekkor további 120 utas érkezett a fedélzetére, amivel az utasainak a száma 2320-ra nőtt.
Vasárnap 12:10-kor a Lusitania már ismét úton volt és maga mögött hagyta a Daunt Rock világítóhajót. Az első 24 órában 561 mérföldet tett meg, a következő napokban pedig 575-öt, 570-et, 593-at és 493-at mielőtt a New Jersey-nél lévő Sandy Hookhoz ért volna szeptember 13-án pénteken 09:05-kor. Az útja ezzel 5 napig, 54 percig és 30 percig tartott, amivel még nem érte el a Kaiser Wilhelm II rekordját. A ködös időjárás két nap is hátráltatta a Lusitaniát és a hajtóművei sem voltak még bejáratva. New Yorkban több százezer ember gyűlt össze a Hudson partján és a teljes New York-i rendőrséget kirendelték a tömeg kontrollálására. Száz ló vontatta bérkocsi állt sorba arra várakozva, hogy a nézelődőket elszállítsa. Az itt eltöltött egy hét alatt idegenvezetők kíséretében meg lehetett tekinteni a hajót a látogatóknak. Szeptember 21-én 15:00-kor indult vissza New Yorkból és szeptember 27-én 04:00-kor érkezett meg Queenstownba, 12 órával később pedig Liverpoolba. A visszaút 5 napot, 4 órát és 19 percet vett igénybe, szintén lassítva a köd által.
A második útján kedvezőbb volt az időjárás és 1907. október 11-én érkezett meg Sandy Hookhoz 4 nap, 19 óra és 53 perc eltelte után, amivel elhódította a Kék Szalagot. A kikötő előtt várakoznia kellett a dagályra, ahova beérkezve már egy flottányi kisebb vízi jármű fogadta és köszöntötte kürtszóval az új rekordert. A Lusitania 23,99 csomós átlagsebességgel teljesítette a nyugati, és 23.61 csomóssal a keleti irányú átkelést az Atlanti-óceánon. 1907 decemberében azonban szolgálatba állt a Mauretania és megdöntötte a keleti irányú átkelés rekordját. A Lusitania 1909-ben, a hajócsavarjai kicserélése után teljesítette a leggyorsabb nyugati irányú átkelését 25,85 csomós átlagsebességgel. Az év júliusában rövid ideig visszaszerezte a rekordot, de a Mauretania még ebben a hónapban visszahódította és 1929-ig meg is tartotta, mikor a Bremen tudta megdönteni a csúcsát. A Lusitania a szolgálatban töltött nyolc éve alatt 201 alkalommal teljesítette a Liverpool–New York távot összesen, mialatt 155 795 utast szállított nyugati, és 106 180 utast keleti irányba.

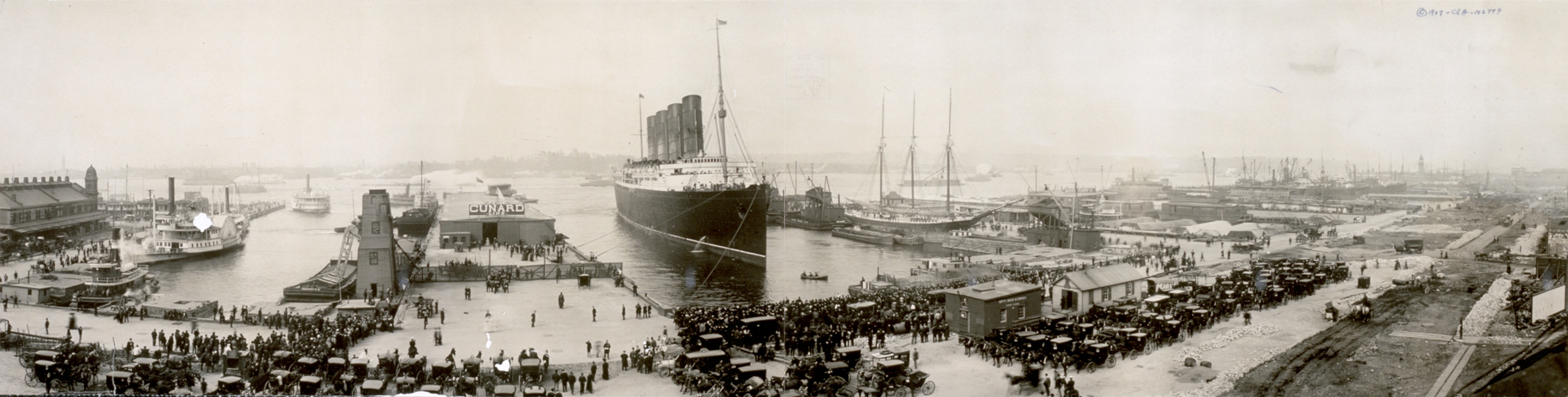
A Lusitania első útjának végén egy panorámafényképen (New York City, 1907 szeptembere)

### A Hudson Fulton-ünnepségek

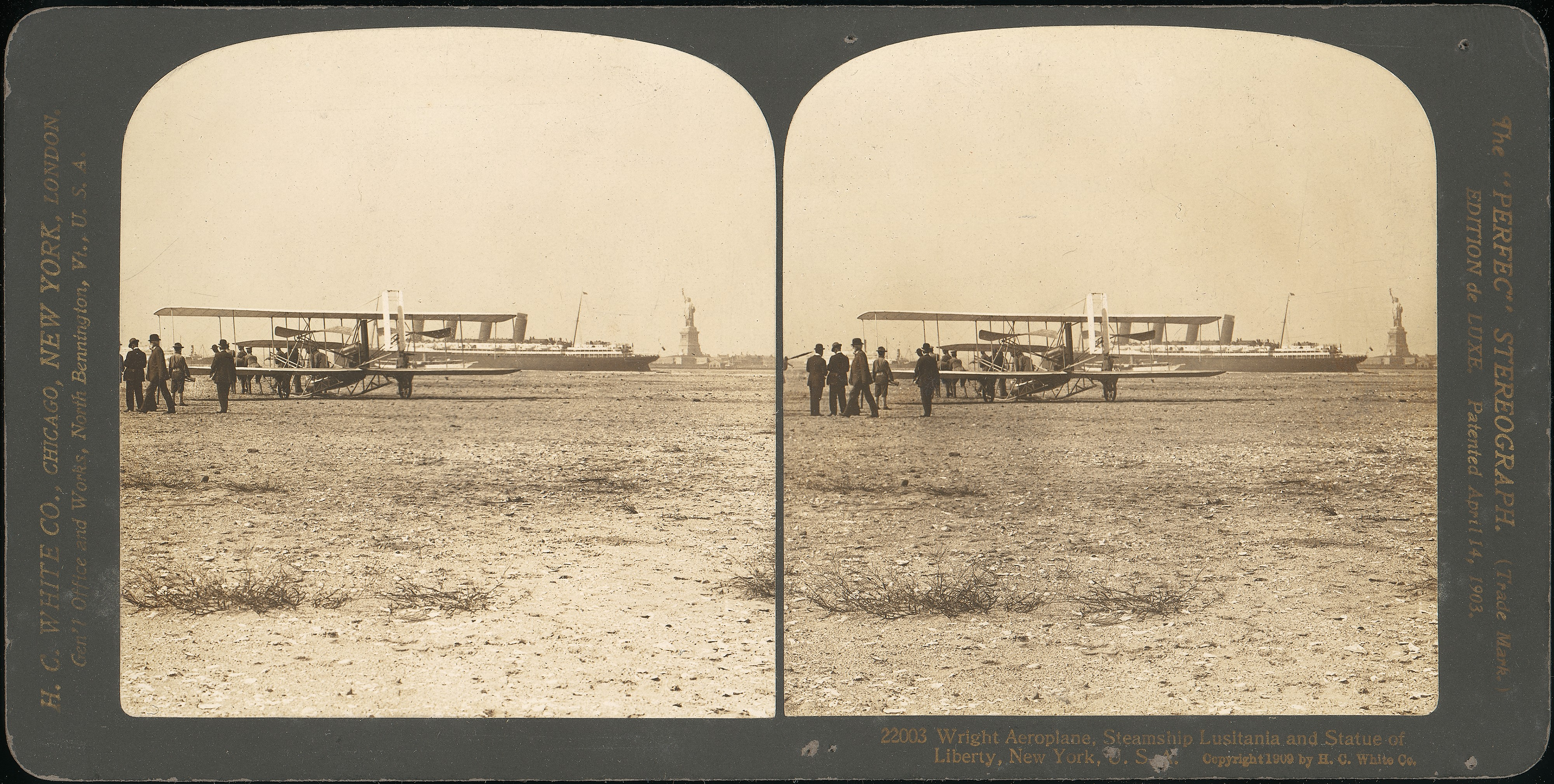
Sztereó fénykép a Wright testvérek Flyer repülőgépével, az Európába tartó Lusitaniával és a New York-i szabadságszoborral a Hudson Fulton-ünnepségek idején

A Lusitania részt vett a New York-i Hudson Fulton-ünnepségeken 1909 szeptemberének végén és októberének elején. Az ünnepségsorozat az akkori szállítóeszközök bemutatója is volt egyben, melyen a Lusitania képviselte a gőzhajózási technológia legújabb vívmányait. Az utazás egy újabb eszköze a repülőgép volt, és ennek apropóján Wilbur Wright elhozta a Flyert az ünnepségre, hogy a látogatók milliói előtt tartson bemutató repüléseket. Wright több alkalommal pont a Lusitania felett húzott el a Flyerrel. Az óceánjáróról és a repülőgépről több közös kép is készült.

## Az óriáshullám okozta sérülés
1910. január 10-én a Lusitania Liverpoolból New Yorkba tartott, és már két napja úton volt, mikor lecsapott rá egy 75 láb (23 m) magas óriáshullám (rogue wave; Monsterwelle). A hajóorr kialakítása miatt a víztömeg nagyobb erővel érte az elejét és nekizúdult a hajóhídnak. Az előfedélzete megsérült, a hajóhíd ablakai betörtek, és maga a hajóhíd is pár hüvelyknyit hátra nyomódott, mind a fedélzet, mind a híd tartósan megsüllyedt pár hüvelykkel. Nem sérült meg senki és az óceánjáró folytatni tudta az útját, viszont pár óra késéssel érkezett meg New Yorkba pár az esettől felzaklatott utassal.

## Az első világháború kitörése
A Lusitania építését és üzemeltetését anyagiakkal támogatta a brit kormányzat azzal a kikötéssel, hogy szükség esetén segédcirkálóvá alakíthatják át. Emellett egy titkos részleget tervezték hozzá azzal a céllal, hogy ebben elhelyezve fegyvereket és lőszert szállíthasson. A világháború kitörésekor az admiralitás mérlegelte a rekvirálásának lehetőségét és felvették a segédcirkálók hivatalos listájára. Bár végül nem rekvirálták és nem is fegyverezték fel, a Lusitania továbbra is fennmaradt ezen a listán és az évente megjelenő Jane's All the World's Fighting Ships 1914-es évre vonatkozó kiadásában is segédcirkálóként szerepelt a testvérhajójával együtt.
Az első világháború kitörése előtt több próbálkozás ellenére sem kodifikálták, azonban a polgári tengeri járművekkel való bánásmódot a nemzetközi szokásjog alapján az úgy nevezett „cirkáló szabályok” (avagy: zsákmányjog, angol: cruiser rules) határozták meg. Ez megkövetelte a személyzet és az utasok épségének védelmét amennyiben a hajót lefoglalták vagy elsüllyesztették, leszámítva az olyan eseteket, mikor sürgős, előre nem látott, a hadviselő fél számára ellenőrizhetetlen, szigorúan katonai szükségszerűség beállta ezt nem tette lehetővé – mint amilyen például az energikus ellenállás a polgári hajó részéről.
Ezektől a szabályoktól függetlenül a konfliktus kezdetén a Lusitania és más nagy óceánjáró biztonsága miatt nagy volt az aggodalom. A háború kitörése utáni első keleti irányú útja közben szürke színűre festették, hogy elfedjék az identitását és nehezebben észlelhetővé tegyék vizuálisan.

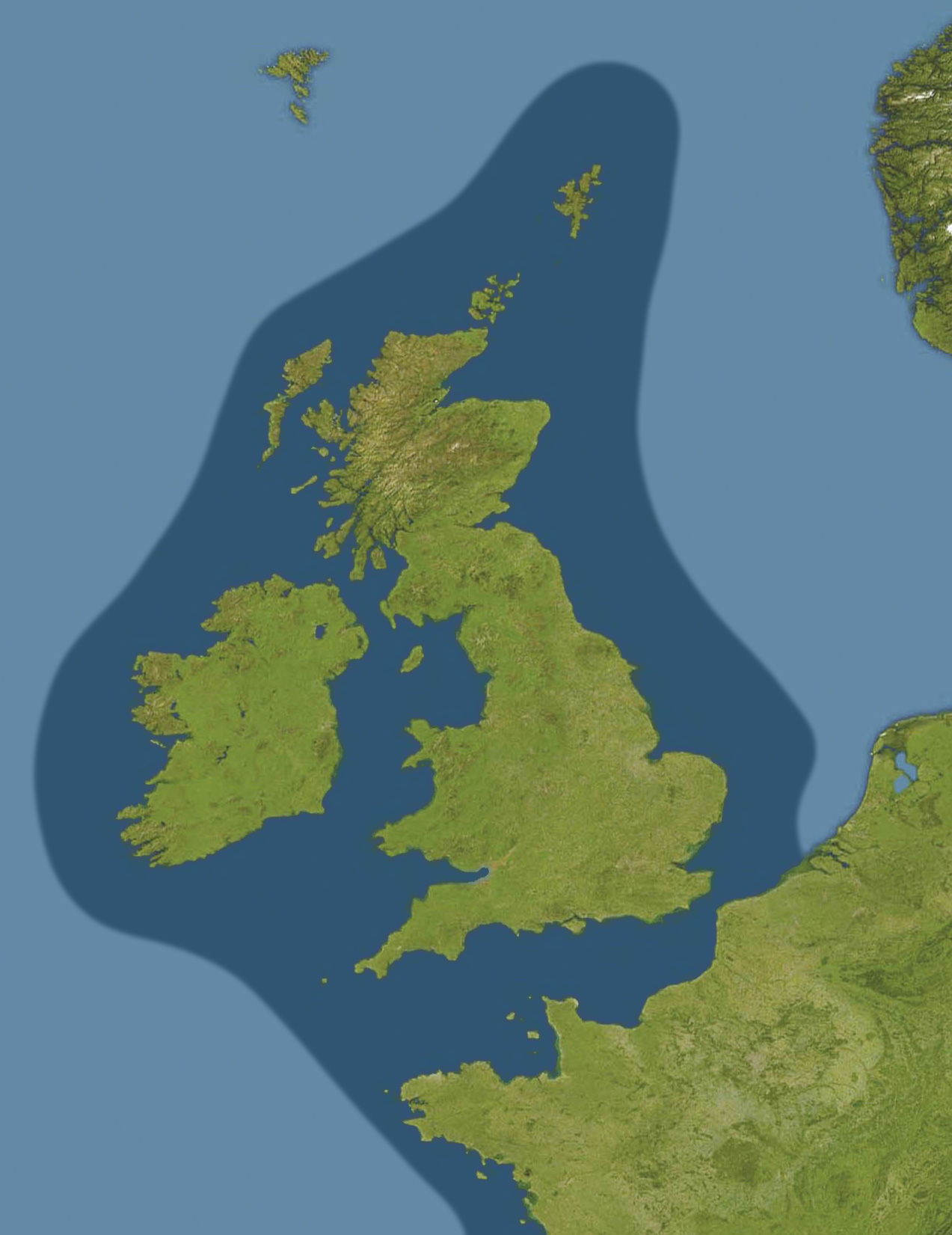
A Németország által 1915 februárjában háborús övezetté nyilvánított területek, melyeken belül a tengeralattjárók bármely hajót megtámadhattak

1914 és 1915 során számos nagy óceánjárót kivontak a szolgálatból részben a megcsappant transzatlanti utasforgalom miatt, részben az aknáktól és más veszélyektől való megvédésük érdekében. A leginkább azonosítható óceánjárók közül némelyiket csapatszállítóként vagy kórházhajóként alkalmazták, a Lusitania azonban megmaradt a kereskedelmi forgalomban. Bár ezen az ősszel és télen nem volt olyan sok foglalása, az igény mégis elég nagy volt ahhoz, hogy megtartsák a kereskedelmi forgalomban gazdaságossági intézkedések meghozatalával. Az egyik ilyen intézkedés az volt, hogy a 4-es számú kazántermét üzemen kívül helyezték a szénfelhasználás és a fűtők számának csökkentése érdekében, ami miatt a 25 csomót meghaladó sebessége 21 csomóra esett vissza. Mivel nyilvánvalónak tűnt, hogy a hajót nem fenyegeti veszély, az álcafestésétől is megváltak és visszakapta korábbi polgári színeit. A nevét aranyozott színekkel emelték ki, a kéményeit a Cunard hajóinak egyenszíneire festették, és a felépítményei is visszakapták fehér színüket. Az egyetlen változtatás a háború előtti mintázathoz képest a felépítmények alján körbefutó bronz/arany szalag volt, közvetlenül a fekete festés felett.

## 1915

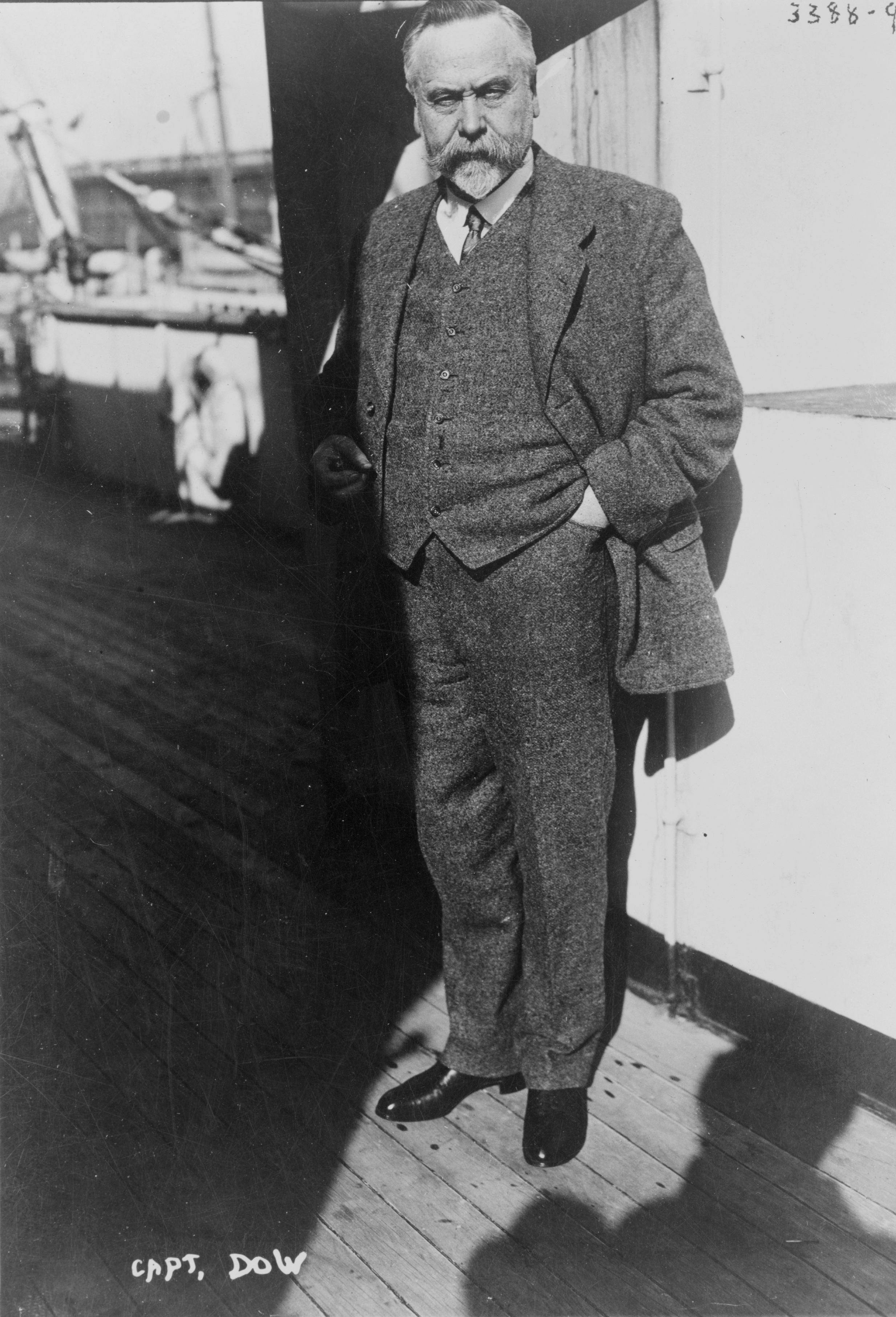
Daniel Dow, a Lusitania utolsó előtti kapitánya

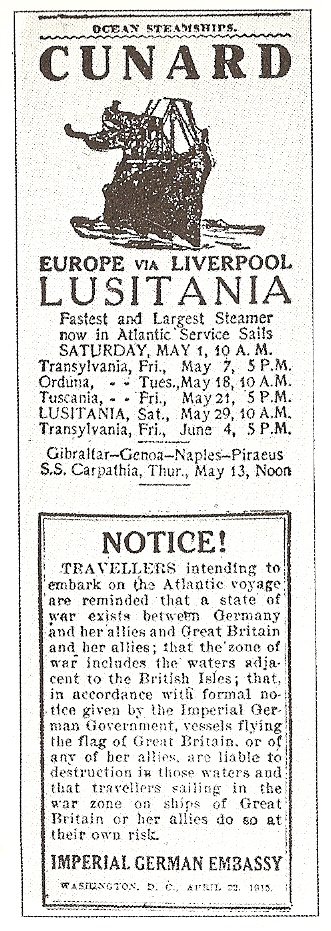
A washingtoni német nagykövetség által megjelentetett figyelmeztetés, mely óva int az Egyesült Királyságba való utazástól, mely véletlenül épp egy oldalon szerepelt a Lusitania reklámjával

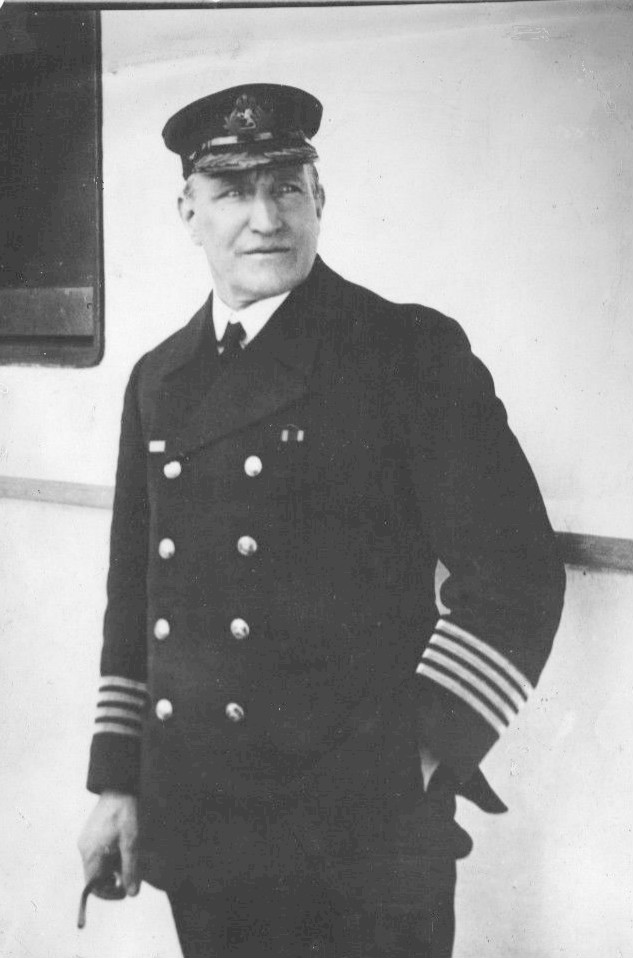
William Thomas Turner kapitány
(1915. március 11.)

1915 elejére új veszély jelent meg a tengeralattjárók révén. 1915. február 4-én Németország a Nagy-Britannia és Írország körüli vizeket háborús övezetté nyilvánította, amelyen belül február 18-tól kezdődően az antant hajóit figyelmeztetés nélkül elsüllyesztik. Ez nem számított teljes egészében korlátlan tengeralattjáró-háborúnak, mivel erőfeszítéseket kellett tenni a semleges hajók (ilyen módon való) elsüllyesztésének elkerülésére, azonban az „ellenséges” utasszállítók is a célpontok között voltak meghatározva annak ellenére, hogy az Egyesült Államok „szigorú elszámoltathatóságot” („strict accountability”) követelt meg. Mivel azonban a tengeralattjáróktól elvárt sikerek elmaradtak a várttól, áprilisban lazítottak a korlátozásokon, amivel felbátorítottak a „hibák” elkövetésére.
A következő Liverpoolba érkezésekor február 6-án a semleges Egyesült Államok lobogója alatt futott be, amit Írországtól délre vont fel. Ez az eljárás vitákat generált.
A menetrend szerint a Lusitania következő alkalommal 1915. március 6-án érkezett Liverpoolba. Az admiralitás külön instrukciókkal látta el arra vonatkozólag, hogyan kerülje el a tengeralattjárókat. Ezekkel a tanácsokkal azon korábbiakat egészítették ki, melyeket a Brit-szigetek körüli vizek „háborús övezetté” való nyilvánítása után fogalmaztak meg, és melyek szerint a hajóknak lehetőség szerint ki kellett kerülniük a tengeralattjárókat, vagy feléjük kellett fordulniuk, és alámerülésre kellett őket kényszeríteniük. Ezek az instrukciók egyes vélemények szerint veszélyeztették a hajóknak a zsákmányjogban foglalt jogait. Henry Oliver tengernagy a Louis és Laverock rombolókat küldte ki a Lusitania biztosítására, továbbá a Lyons tengeralattjáróvadászt (Q-hajót) a Liverpooli-öbölbe küldte járőrözni. Kommunikációs problémák miatt Daniel Dow kapitány nem lépett kapcsolatba a rombolókkal és kíséret nélkül futott be Liverpoolba.
A hajó protokolljában pár változtatást hajtottak végre. Ezen parancsok értelmében a háborús övezetben semmilyen lobogó nem lehetett rajta felvonva. Az ajánlás szerint a kéményeit sötét szürkére kellett festeni, hogy kevésbé legyen észlelhető a tengeralattjárók számára. Nyilvánvaló, hogy a hajó kilétét reménytelen próbálkozás lett volna álcázni, mivel a sziluettje olyannyira ismert volt, és nem is festették át a nevét a hajóorron. Dow kapitányt William Thomas Turner kapitány váltotta, aki a háború előtt már irányította a Lusitaniát, valamint a Mauretaniát és az Aquitaniát is.
1915. április 17-én 201. alkalommal hagyta el Liverpoolt transzatlanti útra és április 24-én ért New Yorkba. Április 22-én a Johann Heinrich von Bernstorff német nagykövet általános figyelmeztetést leközlését kérte 50 amerikai újságban, közte számos New York-i lapban, melyek véletlenszerűen épp aznap jelentek meg, mikor a Lusitania útnak indult.(p2)

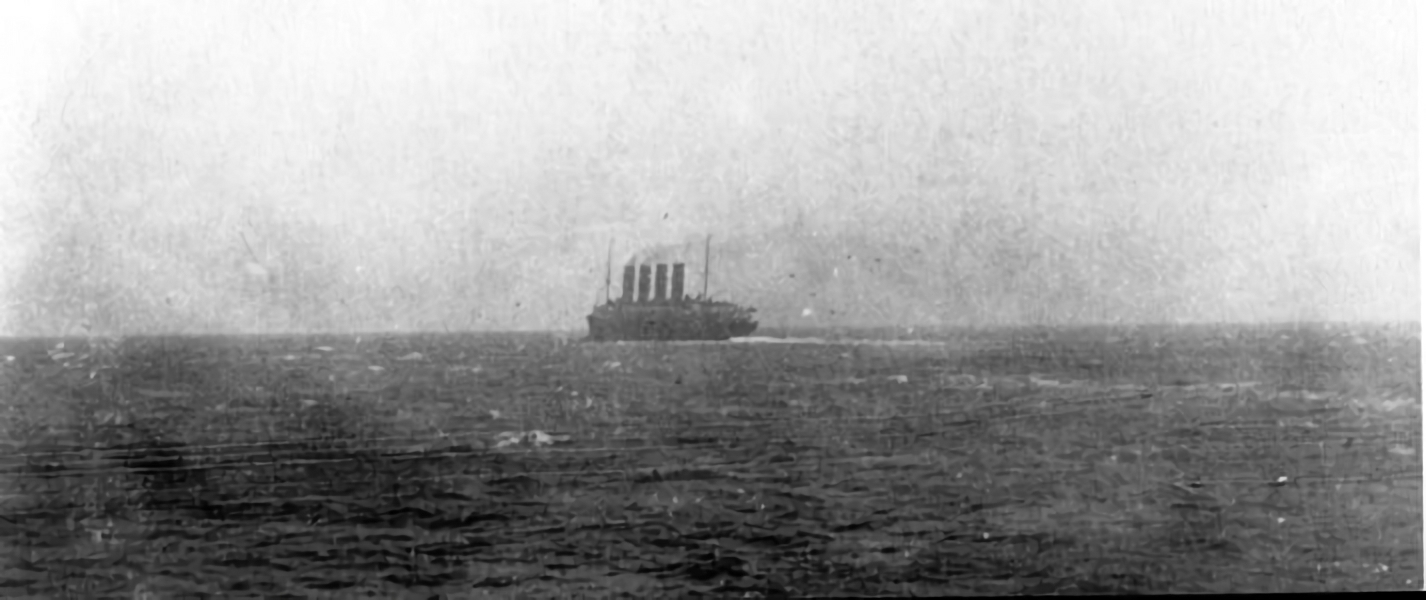
A Lusitania utolsó útjára indul New Yorkból
(1915. május 1.)

A Lusitania 1915. május 1-én 12:20-kor a New York-i 54 mólótól indult utolsó útjára. Pár órával az elindulása után a The Washington Times szombat esti kiadása két cikket közölt le a címlapján, melyek az előző napi figyelmeztetésekre vonatkoztak.

## Elsüllyesztése

A Lusitania és az U 20 manővereit szemléltető térkép, a tengeralattjáró által május 6-án és 7-én elsüllyesztett hajók helyzetével

Az óceánjáró 1915. május 7-én a 202. útja végéhez közeledett, és délután kellett volna Liverpoolban dokkba állnia. A fedélzetén 1264 utas, 3 potyautas és 693 fős személyzet tartózkodott, összesen 1960 fő. Írország déli partjaival párhuzamosan haladt és nagyjából 11 mérföldre Old Head of Kinsale-től, mikor elhaladt az U 20 jelzésű német tengeralattjáró előtt. 14:10-kor. Walther Schwieger, az U 20 parancsnoka állítása szerint nem azonosította be a hajót, mikor kiadta a parancsot egy torpedó kilövésére a célpontra. A jelentésében arról számolt be, hogy a torpedó az óceánjárót a jobb oldalán az orránál érte, közvetlenül a hajóhíd mögött. Pár másodperccel később egy újabb robbanás történt azon a részen, ahol a torpedó becsapódott, ami után a hajó gyorsan elkezdett süllyedni erősen a jobb oldalára dőlve.
A hajó személyzete szinte azonnal hozzákezdett a mentőcsónakok leengedéséhez, de az erős dőlés miatt ez nagyon nehéz, nem egy esetben kivitelezhetetlen feladatnak bizonyult. A 48 mentőcsónak közül mindössze hatot sikerült rendben vízre tenni, több másik felborult vagy összetörött. 18 perccel a torpedótalálat után a hajó egyensúlyát visszanyerve az 51° 24’ 45’’ észak és 8° 32’ 52’’ koordinátán elsüllyedt, utolsóként a kéményei és az árbócai tűntek el a vízben. A fedélzeten tartózkodó 1960 főből 1197 veszítette életét. Az elsüllyedést követő órákban köszönhetően a túlélők egy részének, és a vészjelzést fogó, helyszínre siető ír hajók legénységének 767 embert sikerült összesen kimenteni a vízből. Közülük négyen később elhunytak a szerzett sérüléseik következtében. A Juno cirkáló az érvényben lévő parancsai ellenére kifutott Queenstownból a hajótöröttek kimentésére, de hamar visszafordult abban a téves hitben, hogy – a kezdeti hírek alapján ítélve – az eset nem „sürgető vészhelyzet”.
A következő reggelen a katasztrófa híre bejárta a világot. Az áldozatok többsége brit és kanadai állampolgár volt, de volt köztük 128 amerikai is, köztük olyan ismert személyiségek, mint Elbert Hubbard kiadó, Charles Frohman színházi producer, Alfred Gwynne Vanderbilt multimillimos üzletember, és a Newport News-i hajógyár elnöke, Albert L. Hopkins, akiknek halála nagy felzúdulást keltett az Egyesült Államokban.

## A hajó pusztulása után

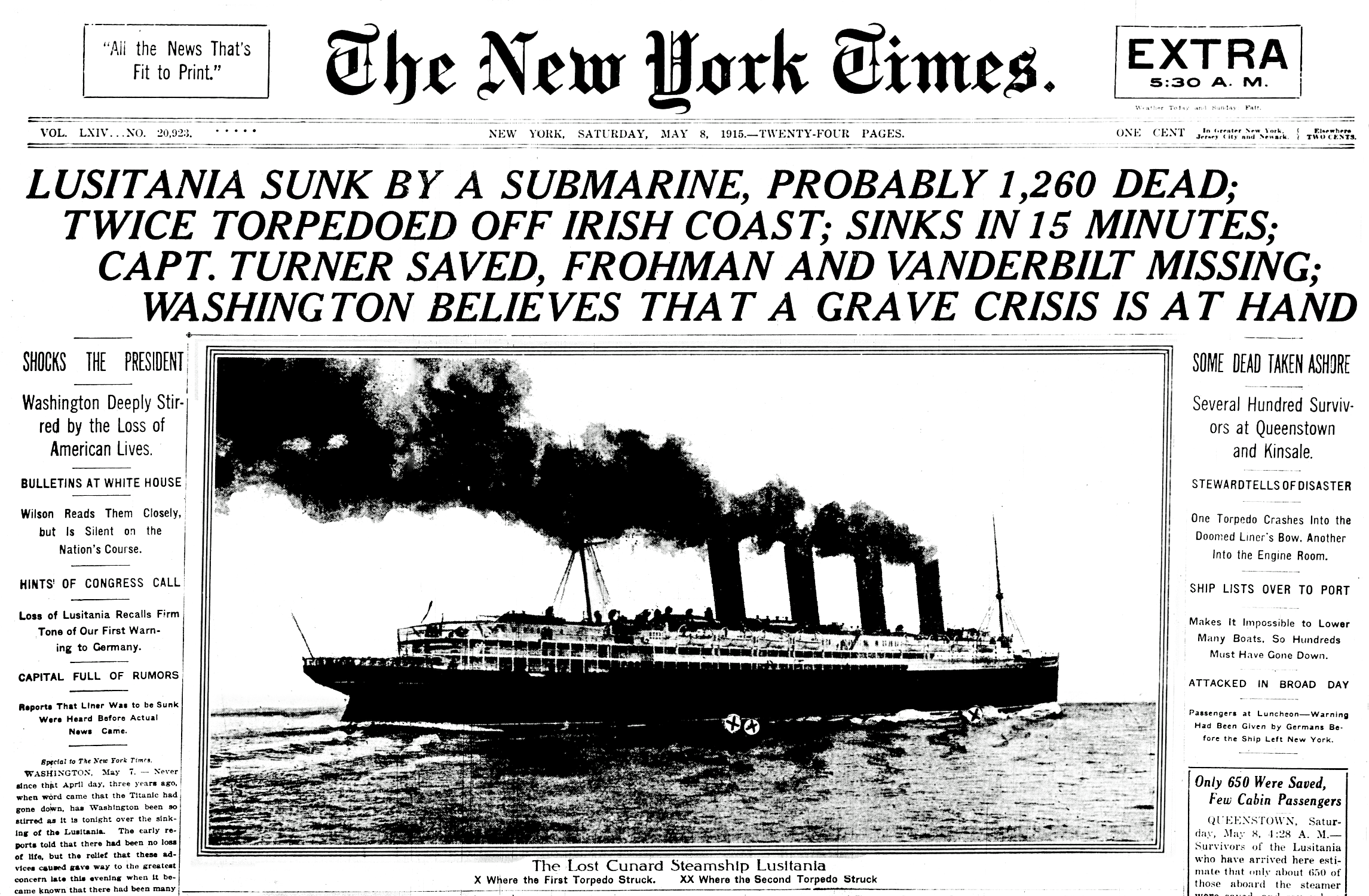
A The New York Times cikke a Lusitania elsüllyesztéséről és annak lehetséges következményeiről (1915. május 8-ai szám)

A Lusitania elsüllyesztése nagy nemzetközi felháborodást vont maga után, főként Nagy-Britanniában és a Brit Birodalomban, valamint az Egyesült Államokban, mivel a 159 amerikai utasból 128 (más források szerint 124) veszett oda. Május 8-án Bernhard Dernburg, egy nem hivatalos német szóvivő és korábbi német gyarmatügyi miniszter azt közölte, hogy a Lusitania „háborús dugárut szállított” és mivel „segédcirkálóként volt meghatározva” Németországnak joga volt azt elpusztítania függetlenül attól, hogy szállított-e utasokat vagy sem. Dernburg kifejtette, hogy a német nagykövetség a hajó kifutása előtt figyelmeztetéseket tett közzé, ezen felül február 18-ai, a „háborús övezet” kihirdetésével kapcsolatos jegyzék felmentett Németország minden felelősség alól az amerikai állampolgárok halálát illetően. Dernburg utalt arra, hogy a Lusitania rakományjegyzékében lőszerkészletek és hadianyagok is szerepeltek, és az „ilyen jellegű hajók” lefoglalhatók vagy elpusztíthatók voltak a hágai egyezmények alapján.  Ezzel egyidőben Alfred von Tirpitz tengernagy tanácsára Németország egy hasonló tartalmú hivatalos álláspontra helyezkedett a „közvélemény hazai feltüzelésére”.
A Lusitania valóban szerepelt a hadihajók lajstromában segédcirkálóként megadva, bár a német állításokkal szemben nem volt felfegyverezve, és a szállítmánya között volt  puskalőszer,  üres töltényhüvely és 18 ládányi gyutacs, mely tételek mind meg voltak említve a rakományjegyzékben. A hajó elsüllyedése utáni napon a The New York Times részletesen beszámolt a Lusitania által szállított hadianyagokról. Herman Winter, a Cunard igazgató-helyettese (Assistant Manager) tagadta, hogy a Lusitania szállított volna (tüzérségi?) lőszert, de azt elismerte, hogy kézi lőfegyverekhez való lőszert szállított, és már évek óta szállított ilyeneket. Arról a tényről, hogy a Lusitania szállított tüzérségi lövedékeket és kisebb kaliberű töltényeket, nem lehetett szót ejteni a brit sajtóban. Az Egyesült Államok vámhatósága által a 4-5 nappal a Lusitania New Yorkból való kifutása után összeállított kiegészítő rakományjegyzékben és a Bethlehem Steels acélgyár dokumentumaiban az szerepel, hogy az „üres lövedékek” meghatározás valójában 1248 ládányi (acélrepeszekkel töltött) 3 hüvelykes (75 mm-es) lőszert jelentett, dobozonként négy lövedékkel, amiknek össztömege 50 t volt.
Az Egyesült Államokban az eset nagy felzúdulást keltett, sokan a háborúba való belépés mellett foglaltak állást, míg a németbarát hangok elhalkultak. A barbárnak titulált német eljárással szemben a fő kifogás az volt, hogy nem engedték az utasokat mentőcsónakra szállva elhagyni a hajót a nemzetközi jogban foglaltaknak megfelelően, Németország azon lépése, hogy igyekezett a támadás jogosságát megindokolni, tovább növelte a haragot. Németországban számos újság győzelemként ünnepelte a Lusitania elsüllyesztését, bár az antant propagandája időnként eltúlozta a német közvélemény általi helyeslését.
Az óceánjáró elsüllyesztése utáni hetekben az esetet éles viták kísérték az amerikai kormányzaton belül és üzenetváltás zajlott az amerikai és a német kormányzatok között. A német tisztviselők továbbra is azon álláspont mellett voltak, hogy a Lusitania legális katonai célpont volt. Gottlieb von Jagow külügyminiszter idézte azt a korábban is elhangzott állítást, hogy a hajó segédcirkálóként volt lajstromolva, utazott már korábban semleges lobogó alatt, és olyan utasításokat kapott, melyek szerint le kell gázolnia a tengeralattjárókat – ami sértette a zsákmányjogot. Jagow ezen kívül feltételezte, hogy a Lusitania a korábbi útjai alkalmával szállított lőszert és ellenséges csapatokat. Alfred von Tirpitz tengernagy szerint szomorú volt, hogy sok amerikai „felelőtlen meggondolatlanságból és a nagykövetünk figyelmeztetései ellenére felszállt erre a lőszerrel rogyásig megpakolt felfegyverzett cirkálóra”, és életüket veszítették, de Németországnak jogában állt elsüllyeszteni ezt a hajót.(p255)
Woodrow Wilson amerikai elnök a fő feladatát a háború tárgyalásos úton való lezárásában látta. Az elnök ellentmondásos tanácsokat kapott a bizalmasaitól: William Jennings Bryan külügyminiszter személyesen azt tanácsolta, hogy a „dugárut szállító hajóknak meg kellene tiltani, hogy utasokat is szállítsanak.” Robert Lansing tanácsos, aki a nemzetközi jog szakértőjének számított, azt tanácsolta, hogy tartson ki az USA korábbi, „szigorú elszámolhatóságot” ("strict accountability") hangoztató pozíciója mellett. Lansing véleménye szerint csak az ellenállást nem tanúsító személyzet és utasok biztonsága iránti német felelősség számított. Miután megerősítést nyert, hogy a hajó nem volt felfegyverezve, és meglepetésszerűen érte a támadás, semmilyen figyelmeztetés vagy stratégiai indoklás nem teszi lehetővé a „jog és emberiesség elveinek” megsértését, az USA pedig már elkötelezte magát ezen megközelítés mellett. Wilson Lansing nézetét tette magáévá, ragaszkodva ahhoz, hogy a német kormányzat elnézést kérjen a hajó elsüllyesztéséért, fizessen kártérítést az amerikai áldozatok után és tegyen ígéretet arra, hogy a hasonló eseteket elkerüli a jövőben. Bryan ezek után lemondott a külügyminiszteri posztról, mivel Wilson lépésében az amerikai semlegesség megsértését látta, helyére pedig Lansing került.
Mindezen tények és érvelések ellenére Németország már februárban bejelentette, hogy az antant minden hajóját el fogják süllyeszteni az övezetben, függetlenül attól, hogy szállítanak-e lőszert vagy sem. A német flottaparancsnok Hugo von Pohl tengernagy tengeralattjáró-hadjárata valójában gazdasági hadviselés volt, a célja pedig nem a fegyverszállítmányok elfogása vagy a hadihajók elpusztítása volt. Hasonlóan a brit blokádhoz, a dugáru (kontraband) fogalma gyakorlatilag minden szállítmányra kiterjedt. Az U 20 két másik Liverpoolból kifutó hajót is elsüllyesztett, ami a német hadjárat céljaként a lőszerszállítmányok elfogását kérdésessé tette. Ezen kívül a tengeralattjáróparancsnokoknak kiadott február 12-ei parancsban Gustav Bachmann arra adott utasítást, hogy az ellenséges utasszállítókat kifejezetten támadni kell, hogy „sokkhatást” keltsenek. Míg Németország kifelé propagandaharcot vívott, addig az országon belül heves viták voltak az ügy körül, mivel a bürokraták (politikusok) tisztában voltak azzal, hogy a további hasonló elsüllyesztéseknek nagy az esélye, közte olyanoknak is, ahol Németország bocsánatkérése nem fog használni. Ezért júniusban olyan titkos parancsokat adtak ki, melyekben Bachmann korábbi parancsait semmissé tették, és a korlátlan tengeralattjáró-háború az óceánjárókra a továbbiakban nem terjed ki. Ennek hatására Tirpitz és Bachmann benyújtották a lemondásukat, de a császár nem fogadta el ezeket.
Az utasszállítók elleni támadások folytatódtak és némelyiket el is süllyesztették. Az Orduna el tudta kerülni a rá kilőtt torpedót, de a Hesperian odaveszett. A Lusitaniához hasonló hajók elleni támadásoknak formálisan a nyugatnak tartó Arabic óceánjáró elsüllyesztése okozta incidens vetett véget. Az esetet követően 1915. szeptember 9-én a németek úgy döntöttek, hogy csak a brit hajók ellen engedélyezik a támadásokat, míg a semleges hajókkal szemben a zsákmányjog szerint kell eljárni, az utasszállítók elleni támadásokat pedig nem engedélyezik.
1917 januárjában a német kormányzat bejelentette, hogy ismét korlátlan tengeralattjáró-háborúba kezd. Ez a Zimmermann-távirattal együtt az amerikai közvéleményt átlendítette a holtponton és 1917. április 6-án az Egyesült Államok kongresszusa Wilson elnök felhívásának eleget téve megszavazta a Németországnak küldendő hadüzenetet.
A háború után az amerikai károsultak beperelték a német kormányzatot. 1923-ban 278 felperesnek első körben összesen 23 000 000 $ (2023-as árfolyamon 320 000 000 $) kártérítést ítéltek meg. 1924. február 23-án arról adtak tudósítást, hogy Edwin B. Parker bíró, az amerikai–német vegyesbizottság döntőbírája visszautasított 40 keresetet, és végül 841 000 $ (2023: 11 700 000 $) kifizetését határozta meg.
Az azóta eltelt években az eset számos konspirációs teóriának szolgáltatott alapot, melyek főként a brit kormányzat felelősségét firtatják a tragédiában. 2014-ben nyilvánosságra hozott iratok arról tanúskodnak, hogy a brit kormányzat 1982-ben arra figyelmeztette a Lusitaniáról tárgyakat kiemelését végző búvárokat, hogy a roncsban robbanószerek találhatók. Egy magas beosztású brit diplomata, Noel Marshall egy memorandumában a következőket jegyezte fel ehhez kapcsolódóan:
„Egymást követő brit kormányzatok folyton azt hangoztatták, hogy nem volt hadianyag a Lusitania fedélzetén (és a németek ennél fogva valótlanul állították ennek ellenkezőjét kifogásként a hajó elsüllyesztésére)… A tények azt mutatják, hogy nagy mennyiségű lőszer van a roncsban, némelyikük nagyon veszélyes.”
A kapcsolódó feljegyzések átvizsgálása után a brit védelmi minisztérium azt közölte, hogy nem talált olyan bizonyítékot, ami a rebesgetett titkos lőszerraktár meglétét igazolná és a belső vizsgálat azzal zárult, hogy a Lusitania nem szállított semmiféle robbanószert vagy bármiféle „speciális lőszert”. Ennek ellenére mégis úgy gondolták, érdemes óvatosságra inteni a merüléseket végző vállalatot a „nyilvánvaló, ám valós veszélyre, amit a robbanóanyagok jelentenek, amennyiben jelen vannak”, elfogadva azt az állítást, miszerint „mindig a köztudomás részét képezte, hogy a Lusitania rakománya mintegy 5000 doboz kézi lőfegyverhez való muníciót tartalmazott.” A vállalat nem talált robbanószert a roncsnál.

### A hajó pusztulásának 100. évfordulója
A hajó elsüllyesztésének 100. évfordulójára 2015. május 3-án egy kis hajóflotta futott ki a Man-szigetről. Egy évszázaddal korábban a The Wanderer nevű halászhajó és hét halásza 150 embert mentett ki a hajótöröttek közül, és a mentési munkálatokban való részvételükért kitüntetésben részesültek. E medálok közül kettő megtekinthető a man-szigeti Peel település egyik múzeumában (Leece Museum).
A 100. évfordulós megemlékezésekre 2015. május 7-én került sor, melynek keretében a Cunard Queen Victoria nevű hajója az írországi Corkba tett látogatást.

## A hajóroncs

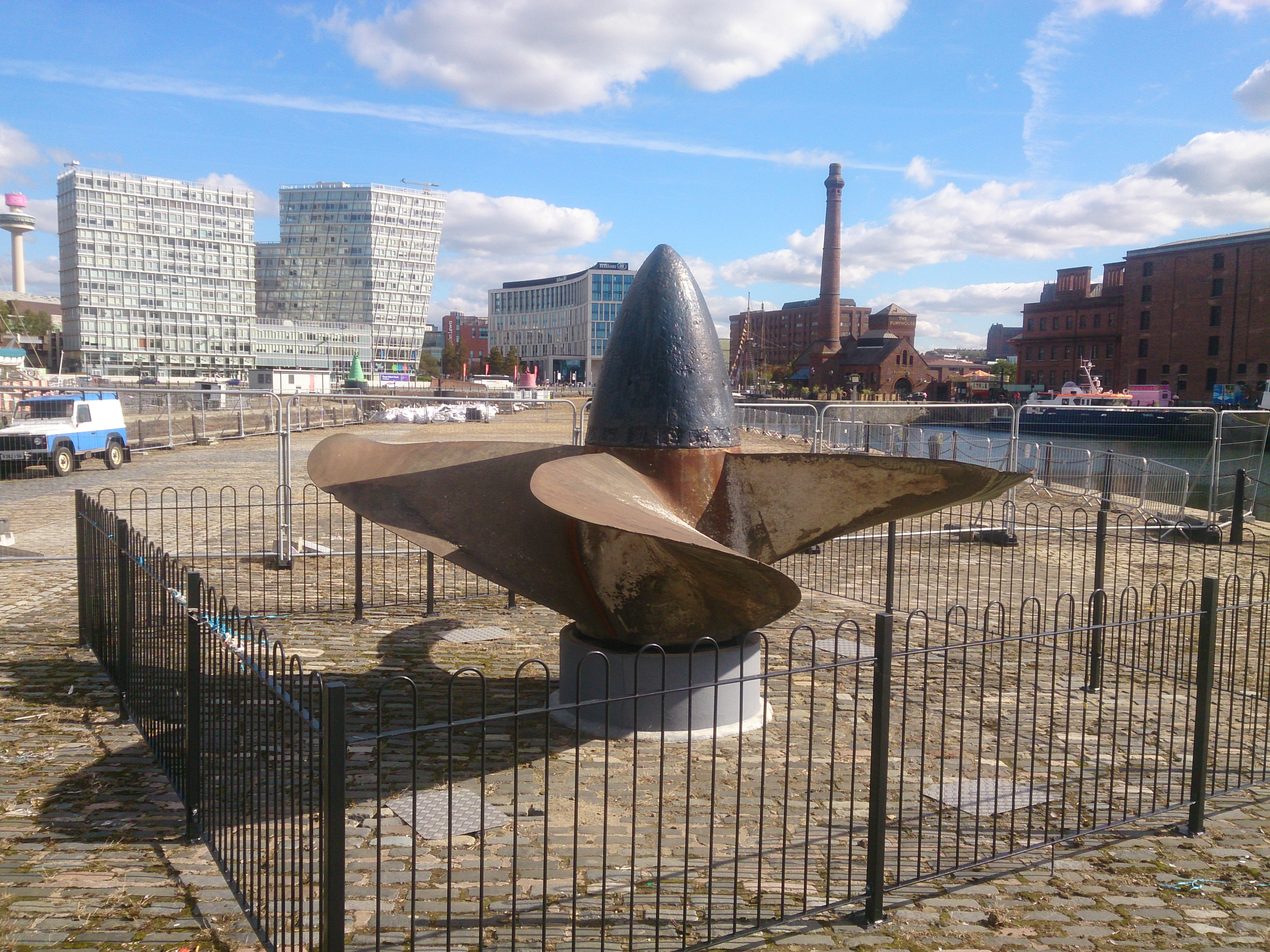
A hajó egyik kiemelt és kiállított hajócsavarja.
(Merseyside Maritime Museum), Liverpool

A Lusitania roncsát 1935. október 6-án találták meg a kinsale-i világítótoronytól 11 mérföldnyire délre. A roncs a jobb oldalára van megdőlve 30 fokos szögben a több mint 90 méter mély vízben. A 21. század elejére a hajótest már erősen rá van omolva a jobb oldalára, amit egyrészt az erőteljes becsapódás a tengerfenékbe okozott, másrészt pedig a téli dagály és a korrózió ereje kezdte ki az évtizedek alatt. A hajógerincnek „szokatlan görbülete” van, amit a felépítményének elvesztéséből fakadó erőveszteséggel magyaráznak. A hajótest erősen veszített a szélességéből, a kéményei hiányoznak, vélhetőleg elmállás következtében.
A hajóorr a roncs legfeltűnőbb (most prominent) része, a tatot mélységi töltetek rongálták meg. Az Oceaneering International 1982-ben a négy hajócsavar közül hármat kiemelt, hogy kiállítsák őket, de az egyiket beolvasztották. A roncshoz tett merülések arról tanúskodnak, hogy a Lusitania állapota sokkal gyorsabban romlik, mint a Titanicé. Ez a jóval kisebb mélységnek köszönhető. A 3800 m mélységben nyugvó kortársával összehasonlítva sokkalta rosszabb állapotban van, ami köszönhető az időnként belé akadó halászhálóknak, a mélységi töltetek okozta pusztításnak, és a többszöri kiemelési munkálatoknak. Ezek miatt a roncs instabillá vált és egy pont után teljesen össze fog roskadni. A 21. század elején felvetődött akadémiai körökben annak a lehetősége, hogy a hajóroncsot felvetessék a világörökségi helyszínek listájára, bár a tulajdonlás körüli kérdések és a további állapotromlás megakadályozása továbbra is kihívást jelentenek ezügyben.

### Simon Lake mentési munkálatai az 1930-as években
1931 és 1935 között egy amerikai szindikátus, melynek tagja volt Simon Lake tengeralattjárófejlesztő mérnök, és az USA haditengerészetének egyik tisztje, H. H. Railey sorhajókapitány, tárgyalások után szerződést kötött a brit admiralitással és más brit hatóságokkal a Lusitania részleges kiemeléséről és részbeni hasznosításáról. Az ehhez használni szánt eszköz egyedülállónak számított, mivel egy 61 m hosszú, másfél méter átmérőjű acélcső segítségével terveztek lejutni a roncshoz. A cső belsejében volt egy lépcső, az alsó végén pedig egy merülőkamra, és a csövet merőlegesen leengedve a merülőkamrát a Lusitania főfedélzetére tervezték állítani. A búvároknak le kellett mászni a lépcsőn a kamrába, majd innen kiléphettek a hajó fedélzetére. Lake fő üzleti célja a pénztáros széfjének és a történelmi jelentőségű tárgyak kiemelése volt. Az elképzelések azonban nem valósultak meg, Simon Lake szerint azért nem, mert túlságosan elfoglalt volt, valójában inkább azért, mert a cége pénzügyi gondokkal küszködött ekkortájt, a brit hatóságokkal kötött szerződése viszont 1935. december 31-én lejárt anélkül, hogy bármilyen munkálatra sor került volna előzőleg, annak ellenére, hogy a feladatra tervezett egyedi acélcsövet megalkották és tesztelésnek is alávetették.

### Az Argonauta expedíció 1935-ben

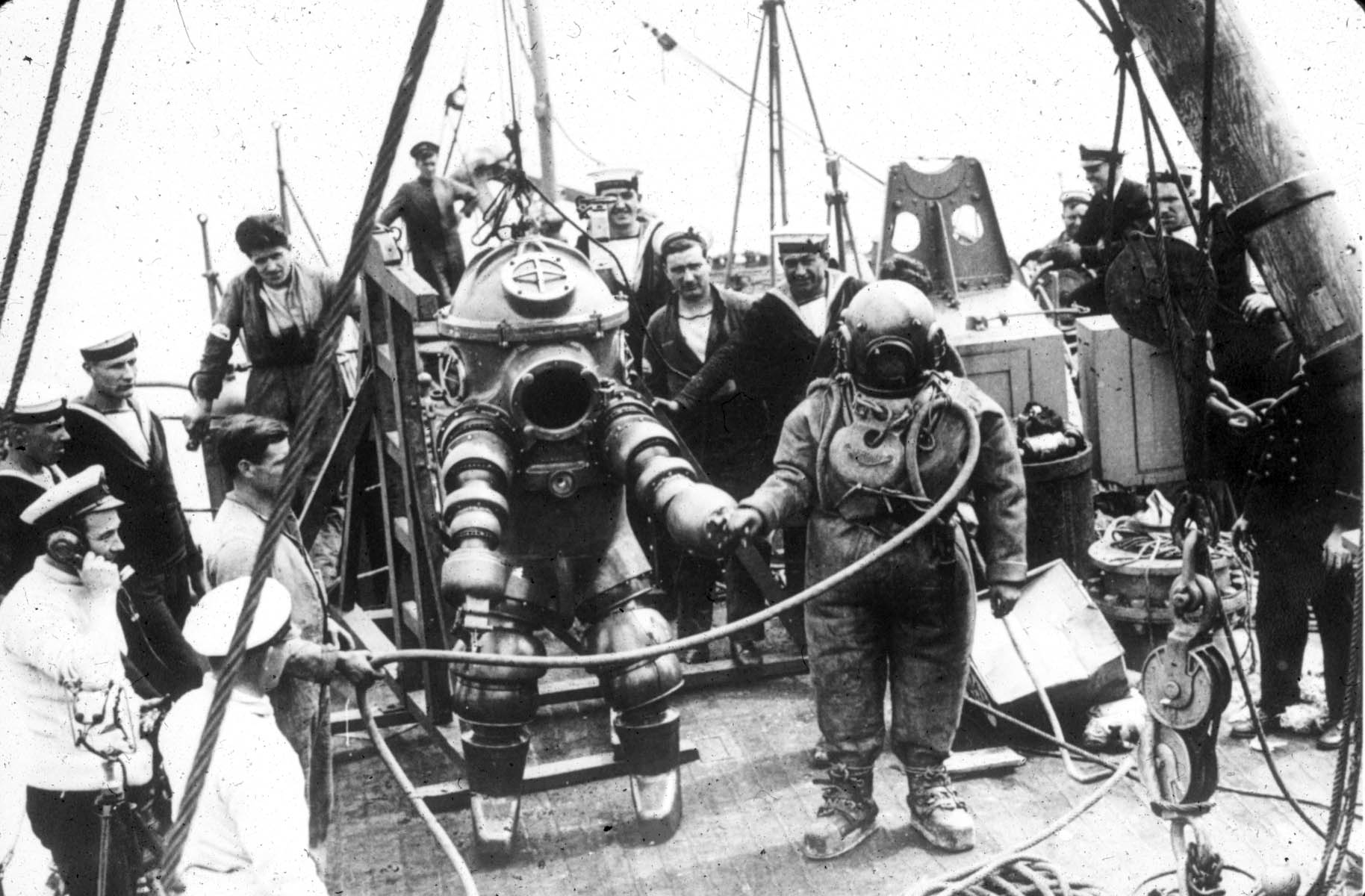
Jim Jarrett a Tritonia búvárruhába öltözve a roncshoz való merülés előtt (1935)

1935-ben egy glasgow-i társaság, az újonnan létrehozott Argonaut Corporation Ltd, indított expedíciót a Lusitania roncsának felkutatására az Orphir nevű mentőhajó segítségével. Három hónapnyi keresés után, 1935. október 6-án leltek rá a roncsra. A roncshoz lemerülő búvár, Jim Jarrett a Tritonia nevű búvárruhát viselte 93 méteres mélységben a roncs vizsgálatakor.

### Gregg Bemis expedíciói
1967-ben a hajó roncsának tulajdonjogát a Liverpool & London War Risks Insurance Association eladta egy korábbi amerikai haditengerészeti búvárnak, John Lightnak (1932–1992) 1000 £ összegért. Gregg Bemis amerikai kockázati tőkebefektető (venture capitalist) 1968-ban lett a hajóroncs társtulajdonosa, majd 1982-ben megvásárolta a tulajdonostársai részesedését. Bonyolult pereskedés vette kezdetét, mikor Bemis alkalmazottai különböző műalkotásokat hoztak felszínre és szállítottak Nagy-Britanniába. Mindegyik fél félre tudta tenni a nézetkülönbségeit, leszámítva a kiemelési munkálatokban résztvevőket és a brit kormányzatot, mely utóbbi fél „admiralitási illetéket” (droits of admiralty) akart felszámolni a felszínre hozott tárgyak után. A bíró végül azt állapította meg, hogy a brit korona nem rendelkezik jogokkal olyan hajóroncsok esetében, melyek a brit felségvizeken kívül találhatók, még abban az esetben sem, ha a kiemelt tárgyakat az Egyesült Királyságba szállítják.
 1998 óta ez a döntés a meghatározó ennek a jogi kérdésnek a tekintetében. Ezt követően Bemis pert indított az Egyesült Államokban, melyben megpróbálta elérni, hogy mások ne merülhessenek le a roncshoz. A bíróság úgy találta, hogy Bemis nem rendelkezik tulajdonjoggal személyes ingóságok, valamint a rakomány felett.
Komolyabb pereskedések voltak a műtárgyak felszínre hozása miatt Írországgal szemben. Ennek oka az volt, hogy Írország 1995-ben a Lusitaniát saját nemzeti műemlékvédelmi törvénye alapján (nemzet)örökségi helyszínné nyilvánította, ami megtiltotta (az ír állam) számára, hogy bármilyen módon megbolygassák a hajót vagy annak tartalmát. Elhúzódó jogi viták után a dublini legfelsőbb bíróság felülbírálta a Műemlék- és Örökségvédelmi Minisztérium (Art and Heritage Ministry) korábbi döntését, melyben 2007-ben visszautasította Bemis öt évre szóló kutatási engedélyét. A döntés szerint a Műemlék- és Örökségvédelmi Minisztérium akkori minisztere félremagyarázta a jogot, mikor 2001-ben visszautasította Bemis kérelmét. Bemis azt tervezte, hogy merüléseket hajtat végre a roncshoz, a felszínre hozat és elemez mindenféle műtárgyat és bizonyítékot, ami segíthet rekonstruálni a hajóval történteket. Elmondása szerint minden tárgyat elemzés után múzeumoknak szándékozott átadni. Minden felszínre hozott szépművészeti alkotás, mint amilyen többek között Rubens, Rembrandt vagy Monet egyes festményei voltak és úgy hiszik, hogy a tulajdonosuk, Hugh Lane ólomcsövekben eltárolva szállíttatta őket a Lusitanián, továbbra is az ír kormányzat tulajdonát fogja képezni.
2008 júliusában Bemis számára „képfeldolgozási” engedélyt biztosított a környezetvédelmi minisztérium (Department of the Environment), ami lehetővé tette fényképek és filmfelvételek készítését az egész roncsról, valamint az első nagy felbontású képek elkészítését. Bemis azt tervezte, hogy a begyűjtött adatok felhasználásával meg fogja tudni határozni, milyen gyorsan romlik a roncs állapota, és stratégiát dolgozhat ki a hajó törvényszéki kivizsgálására, ami a becslései szerint 5 millió dollár költséggel járt volna. Bemis a floridai illetőségű Odyssey Marine Exploration (OME) céget bérelte fel a vizsgálat elvégzésére. A környezetvédelmi minisztérium vízalatti régészettel foglalkozó részlegének is csatlakoznia kellett a felmérést végző csapathoz, hogy megbizonyosodjanak afelől, a vizsgálat elvégezhető-e nem invazív módon. A merülésnél jelen volt a Discovery Channel ismeretterjesztő csatorna is. A Cork Sub Aqua Club merüléshez engedéllyel rendelkező búvárcsapata a 7,7 mm-es brit karabélylőszer-szállítmány 15 000 darabjára bukkant rá a hajó orrában. A leletet lefényképezték, de a lőszereket a helyükön hagyták, mivel az engedélyük a felszínre hozatalukat nem tette lehetővé.
A merülések eredményeit megosztották a Lawrence Livermore National Laboratory-val, ahol az elemzések után 2012-ben arra következtetésre jutottak, hogy a hajó elsüllyedésének legfőbb oka a torpedótalálat volt, a másodlagos robbanás, mely szerintük kazánrobbanás volt, jelentős mértékben nem volt befolyással az ezutáni eseményekre. Bemis nem fogadta el a vizsgálat megállapításait.
A katasztrófában való brit felelősség bizonyításának szándékával 2016 júliusában Bemis egyik búvára, Eion McGarry megpróbált a felszínre hozni egy telegráfot a hajóról, de nem járt sikerrel. Ez a művelet vitáknak adott okot, mivel ezt a merülést nem felügyelte régészeti tapasztalattal bíró személy. 2018 novemberében Bemis egy órás élő rádióadásban adott interjút a Lusitaniáról és a hozzá tett, a hajótestbe behatolva végrehajtott régészeti expedíciók logisztikai nehézségeiről. Bemis azt állította, hogy egyes a roncsban elveszettnek hitt műalkotás még meglehet, és vitát folytatott arról a meggyőződéséről, hogy Churchill állhatott a hajó elsüllyesztésének hátterében.
Bemis 2020-ban elhunyt. Habár több millió dollárt költött erre a célra, soha nem talált bizonyítékot az összeesküvési elméletére. A hajóroncsot jelenleg (2020-ban) egy corki múzeum birtokolja.

### Búvárbalesetek
A Lusitania roncsához lemerülni próbáló búvárok közül többen szereztek súlyos sérüléseket. Függetlenül a robbanószerek meg nem erősített jelenlététől a búvároknak kevert gázt kell használniuk a roncshoz való lemerüléshez, melyet bizonyítottan megszórtak mélységi töltetekkel és hedgehog-aknákkal, beleakadt halászhálók borítják, és a látási viszonyokat rontja a felkavaródó üledék.[forrás?]

## Fordítás
- Ez a szócikk részben vagy egészben  a   RMS Lusitania című angol Wikipédia-szócikk ezen változatának fordításán alapul.  Az eredeti cikk szerkesztőit annak laptörténete sorolja fel. Ez a jelzés csupán a megfogalmazás eredetét és a szerzői jogokat jelzi, nem szolgál a cikkben szereplő információk forrásmegjelöléseként.

### Könyvek
- The Lusitania Disaster: An Episode in Modern Warfare and Diplomacy. Free Press (1975. június 14.). ISBN 978-0-02-901240-6
- Exploring the Lusitania: Probing the Mysteries of the Sinking that Changed History. New York: Warner Books, 45. o. (1995. június 14.). ISBN 978-0-4465-1851-2
- Beesly, Patrick. Room 40: British Naval Intelligence, 1914–1918. London: Hamish Hamilton (1982. június 14.). ISBN 0-19281468-0
- (2003) „Return to Lusitania”. Advanced Diver Magazine (13). (Hozzáférés: 2011. május 1.)
- Chronological History of U.S. Foreign Relations: 1607–1932, 2nd, New York: Routledge, 365. o. (2003. június 14.). ISBN 978-0-4159-3915-7
- The Age of Cunard: A Transatlantic History; 1839–2003. ProStar Publications (2003. június 14.). ISBN 978-1-57785-348-0
- The Home Front Encyclopedia: United States, Britain, and Canada in World Wars I and II. Santa Barbara, Calif.: ABC-CLIO, 379. o. (2007. június 14.). ISBN 978-1-5760-7849-5
- World War I. Infobase Publishing, 73. o. (2009. június 14.). ISBN 978-1-4381-0889-6
- Submarine – The Autobiography of Simon Lake. London: D. Appleton-Century Company, 295. o. (1938. június 14.)
- The Buck Stops Here: The 28 Toughest Presidential Decisions and How They Changed History. Fair Winds, 133. o. (2010. június 14.). ISBN 978-1-61673-848-8
- The Making of Adolf Hitler: The Birth and Rise of Nazism. University of Missouri Press, 89. o. (1997. június 14.). ISBN 978-0-8262-1117-0
- A Century of War: Lincoln, Wilson, and Roosevelt. Ludwig von Mises Institute, 135. o. (2006. június 14.). ISBN 978-1-61016-508-2
- The Ocean Railway: Isambard Kingdom Brunel, Samuel Cunard and the Revolutionary World of the Great Atlantic Steamships. London: HarperCollins (2004. június 14.). ISBN 978-0-0073-7386-4
- Conway's All the World's Fighting Ships 1906–1921. Conway, 137. o. (1985. június 14.). ISBN 978-0-85177-245-5
- Alfred Gwynne Vanderbilt: The Unlikely Hero of the Lusitania. Hamilton Books, 199. o. (2013. június 14.). ISBN 978-0-7618-5507-1
- The sinking of S.S. Titanic: Investigated by Modern Techniques. Royal Institution of Naval Architects, 171. o. (1996. június 14.)
- Halsey, Francis Whiting. The Literary Digest History of the World War. Funk & Wagnalls, 255. o. (1919. június 14.)
- Hoehling, AA. Last Voyage of the Lusitania. Rowman & Littlefield, 27. o. (1996. június 14.). ISBN 978-1-56833-078-5
- Jones, Howard. Crucible of Power: A History of U.S. Foreign Relations Since 1897. Rowman & Littlefield, 73. o. (2001. június 14.). ISBN 978-0-8420-2918-6
- Lusitania: An Illustrated Biography. Stroud, Gloucestershire: Amberley (2010. június 14.). ISBN 978-1-84868-834-6
- Larson, Erik. Dead Wake: The Last Crossing of the Lusitania (2015. június 14.)
- Lloyd's Register of British & Foreign Shipping. Lloyd's Register of Shipping (1908)
- The Marconi Press Agency Ltd. The Year Book of Wireless Telegraphy and Telephony. The St Katherine Press (1913)
- The Only Way to Cross. New York: Macmillan (1978. június 14.). ISBN 978-0-0258-2350-1
- Bigham, John. Report of a formal investigation into the circumstances attending the foundering on 7th May, 1915, of the British S.S. 'Lusitania', of Liverpool, being torpedoed off the Old Head of Kinsale, Ireland, Command papers. London: HMSO (1915. június 14.)
- Bigham, John. Proceedings in camera on 15th and 18th June, 1915, at the formal investigation into the circumstances attending the foundering, on 7 May, 1915, of the 'Lusitania', after being torpedoed off the Old Head of Kinsale, Ireland, Command papers. London, UK: HMSO (1915. június 14.)
- Armed Merchant Cruisers 1878–1945. Windsor, UK: World Warship Society (2007. június 14.). ISBN 978-0-9543310-8-5
- Interests in goods. LLP, 379. o. (1998. június 14.). ISBN 978-1-85978-177-7
- American Foreign Relations: A History, Volume 2: Since 1895. Cengage Learning, 73. o. (2009. június 14.). ISBN 978-0-547-22569-2
- The Lusitania story. Barnsley, Yorkshire: Leo Cooper (2002. június 14.). ISBN 978-0-85052-902-9
- Preston, Diana. Lusitania: An Epic Tragedy. Waterville: Thorndike Press (2025. június 14.). ISBN 0-80271375-0
- Wilful Murder: the Sinking of the Lusitania. London: Transworld Publishers Limited (2025. június 14.). ISBN 0-55299886-9
- The Day the World Was Shocked: The Lusitania Disaster and Its Influence on the Course of World War I. Havertown, PA: Casemate, 200–201. o. (2011. június 14.). ISBN 978-1-9351-4945-3
- Quinn, Patrick J. The Conning of America: The Great War and American Popular Literature. Rodopi, 54–55. o. (2001. június 14.). ISBN 978-90-420-1475-6
- Ramsay, David. Lusitania: Saga and Myth. London: Chatham Publishing (2001. június 14.). ISBN 978-1-86176-170-5
- International Relations 1914–1995. Oxford University Press, 196. o. (1997. június 14.). ISBN 978-0-19-917167-5
- Schmidt, Donald E. The Folly of War: American Foreign Policy, 1898–2005. Algora Publishing, 71. o. (2005. június 14.). ISBN 978-0-87586-383-2
- Lusitania Rising. Men's Vogue, 2009. január 1. [2009. május 31-i dátummal az eredetiből archiválva].
- Simpson, Colin. Lusitania. Harmondsworth, UK: Penguin Books (1972. június 14.). ISBN 0-14-00-3793-4
- Sondhaus, Lawrence. World War One: The Global Revolution. Cambridge University Press, 276. o. (2011. június 14.). ISBN 978-0-521-51648-8
- World War One. ABC-CLIO, 1146. o. (2005. június 14.). ISBN 978-1-85109-879-8
- The United States in the First World War: An Encyclopedia. Garland Pub., 357. o. (1995. június 14.). ISBN 978-0-8153-3353-1
- Atlantic convoys and Nazi raiders. Greenwood, 9. o. (2006. június 14.). ISBN 978-0-275-98827-2
- An Illustrated History[halott link]
- Zieger, Robert H. America's Great War. Rowman & Littlefield, 24–25. o. (1972. június 14.). ISBN 978-0-8476-9645-1

### Újságok, napilapok és egyéb médiatermékek
- New Clues in Lusitania's Sinking. National Public Radio.
- (2009. január 1.) „Lusitania's Secret Cargo”. Archaeology 62 (1), Kiadó: Archaeological Institute of America. (Hozzáférés: 2014. február 25.)
- Rogers, Paul (2005. március 1.). „How Deep Is His Love”. Stanford Magazine, Kiadó: Stanford Alumni Association. (Hozzáférés: 2007. május 28.)
- Sharrock, David. „Millionaire diver wins right to explore wreck of the Lusitania”, The Times , 2007. április 2.. [2011. június 4-i dátummal az eredetiből archiválva] (Hozzáférés: 2008. szeptember 18.)
- „&pg=PA68 Lusitania”, Life Magazine, 1972. október 13., 68. oldal (Hozzáférés: 2015. március 17.)
- Shortall, Eithne. „Riddle of Lusitania sinking may finally be solved”, The Times , 2008. július 20.. [2010. június 3-i dátummal az eredetiből archiválva] (Hozzáférés: 2008. szeptember 18.) Sablon:Update after
- „The Lusitania – A Salvage Project”, Evening Post , 1932. január 15.. [2013. november 19-i dátummal az eredetiből archiválva] (Hozzáférés: 2013. május 21.)
- „Lusitania divers warned of danger from war munitions in 1982, papers reveal”, The Guardian, 2014. május 1.. [2017. december 13-i dátummal az eredetiből archiválva] (Hozzáférés: 2016. augusztus 14.)
- (1932. február 1.) „Lusitania Treasure to be Raised”. Popular Mechanics 57 (2), 177. o, Kiadó: Hearst Magazines. (Hozzáférés: 2015. március 17.)
- „Sinking justified, says Dr. Dernburg”, The New York Times, 1915. május 9.. [2020. november 11-i dátummal az eredetiből archiválva] (Hozzáférés: 2015. március 17.)
- „Lusitania was unarmed”, The New York Times , 1915. május 10.. [2021. június 8-i dátummal az eredetiből archiválva] (Hozzáférés: 2018. június 13.)
- (1917. március 1.) „The German Submarine Record: Details of Chief Vessels Sunk, With Diplomatic Developments”. Current History 5 (6), 996–1004. o, Kiadó: University of California Press. DOI:10.1525/curh.1917.5.6.996. JSTOR 45323616. (Hozzáférés: 2024. március 13.)
- „Germany Asked to Pay for Lusitania”, The Seattle Star , E.H. Wells & Co., 1924. február 23., 16. oldal (Hozzáférés: 2024. február 25.)

### Online
- A Deadly Cargo and the Falsifed Manifests. Lusitania Online: The Home Port of RMS Lusitania . [2015. február 24-i dátummal az eredetiből archiválva]. (Hozzáférés: 2015. március 18.)
- Terror at Sea – Sinking of the Lusitania. Discovery Channel. [2009. március 24-i dátummal az eredetiből archiválva]. (Hozzáférés: 2009. május 7.)
- 175 Anniversary cruise - Lusitania Remembered with Martin Bell - 7 nights, May 2015. Cunard Line . [2015. március 12-i dátummal az eredetiből archiválva]. (Hozzáférés: 2015. március 18.)
- San Remo Manual on International Law Applicable to Armed Conflict at Sea. International Committee of the Red Cross, 1995. december 31. [2016. március 4-i dátummal az eredetiből archiválva]. (Hozzáférés: 2015. március 18.)
- Treaty for the Limitation and Reduction of Naval Armaments, (Part IV, Art. 22). International Committee of the Red Cross, 1930. április 22. [2015. április 6-i dátummal az eredetiből archiválva]. (Hozzáférés: 2015. március 18.)
- Mass Migration as a Travel Business. business-of-migration.com , 2013 [2015. április 2-i dátummal az eredetiből archiválva]. (Hozzáférés: 2015. március 18.)
- Lusitania Home. Atlantic Liners , 2015. március 17. [2020. augusztus 6-i dátummal az eredetiből archiválva]. (Hozzáférés: 2015. március 18.)
- Testimony of Edward Wilding, Recalled. British Wreck Commissioner's Inquiry , 1912. június 7. [2008. február 5-i dátummal az eredetiből archiválva]. (Hozzáférés: 2017. június 23.)
- Treasure Quest – Lusitania Revealed. Tv.yahoo.com. [2009. május 18-i dátummal az eredetiből archiválva]. (Hozzáférés: 2009. május 19.)

## Kapcsolódó olvasmányok
- Bailey, Thomas A (1935. október 1.). „The Sinking of the Lusitania”. The American Historical Review 41 (1), 54–73. o, Kiadó: Oxford University Press. DOI:10.2307/1839355. JSTOR 1839355.
- Bailey, Thomas A (1936. szeptember 1.). „German Documents Relating to the Lusitania”. The Journal of Modern History 8 (3), 320–337. o, Kiadó: The University of Chicago Press. DOI:10.1086/468453. JSTOR 1881539.
- Bernier, Michelle. Did these Stories Really Happen?. CreateSpace Independent Publishing Platform (2010. június 14.). ISBN 978-1-4505-8536-1
- Burns, Greg. Commemoration of Death: The Medals of the Lusitania Murders. CreateSpace Independent Publishing Platform (2012. június 14.). ISBN 978-1-4791-1573-0
- Burns, Greg: www.lusitaniamedal.com. [2015. március 18-i dátummal az eredetiből archiválva]. (Hozzáférés: 2015. március 19.)
- Doubleday, FN (1908. január 1.). „A Trip on the Two Largest Ships”. The World's Work: A History of Our Time XV, 9803–9810. o. (Hozzáférés: 2009. július 10.)
- The Lusitania Case. Riverside, Connecticut: Patrick Stephens Ltd (1972. június 14.). ISBN 978-0-85059-097-5
- Larson, Erik. Dead Wake: The Last Crossing of the Lusitania. New York: Crown Publishing (2015. június 14.). ISBN 978-0-307-40886-0
- Layton, J Kent. The Edwardian Superliners: a Trio of Trios. Amberley publishing (2013. június 1.). ISBN 978-1-4456-1438-0
- Ljungström, Henrik: The Great Ocean Liners: Lusitania. [2012. szeptember 18-i dátummal az eredetiből archiválva]. (Hozzáférés: 2015. március 19.)
- Molony, Senan. Lusitania, an Irish Tragedy. Mercier (2004. június 14.). ISBN 978-1-8563-5452-3
- O'Sullivan, Patrick. The Lusitania: Unravelling the Mysteries. New York: Sheridan House (2000. június 14.). ISBN 978-1-57409-094-9
- Sauder, Eric. RMS Lusitania: The Ship and Her Record. London: The History Press (2009. október 1.). ISBN 978-0-7524-5203-6
- RMS Lusitania: Triumph of the Edwardian Age. Redondo Beach, CA: Trans-Atlantic Designs (1991. június 14.). ISBN 978-0-9633946-0-6
- Trommler, Frank. "The Lusitania Effect: America's Mobilization against Germany in World War I" German Studies Review 32#2 (2009), pp. 241–266 online Archiválva 2020. augusztus 20-i dátummal a Wayback Machine-ben.
- Lusitania Timeline. The Lusitania Resource , 2011. március 26. [2015. március 17-i dátummal az eredetiből archiválva]. (Hozzáférés: 2015. március 19.)
- Lusitania Specification. The Lusitania Resource , 2011. április 29. [2015. március 30-i dátummal az eredetiből archiválva]. (Hozzáférés: 2015. március 19.)
- Lusitania Cargo. The Lusitania Resource , 2011. április 29. [2023. január 25-i dátummal az eredetiből archiválva]. (Hozzáférés: 2023. május 1.)

### Magyarul
- Colin Simpson: A Lusitania elsüllyesztése; ford. Rubin Péter; Európa, Budapest, 1979
- Erik Larson: A Lusitania titkai; ford. Ipacs Tibor; Maxim, Szeged, 2016 (Mont Blanc válogatás)

## Linkek
- Lest We Forget: The Lusitania – from Encyclopedia Titanica
- RMS Lusitania, Public Broadcasting Service (PBS)
- Sinking of the Lusitania (1918)
- Lusitania Cargo. The Lusitania Resource , 2011. április 29. [2023. január 25-i dátummal az eredetiből archiválva]. (Hozzáférés: 2023. május 1.)

### Filmek, Dokumentumfilmek
- Lusitania: Life and Sinking (1. rész). Oceanliner Designs. (Hozzáférés: 2024. május 19.)
- The Tragic Sinking of RMS Lusitania (2. rész) The Cruellest Fate. Oceanliner Designs. (Hozzáférés: 2024. május 26.)
- The Story Behind The Tragic Sinking Of The Lusitania. Timeline – World History Documentaries. (Hozzáférés: 2024. május 20.)

1. ↑  Referred to in Lusitania, by (Preston 2002a), and Lusitania: An Illustrated Biography by (Layton 2010).
2. ↑  New photographic evidence presented in Lusitania: An Illustrated Biography.(Layton 2010)
3. ↑  From (Beesly 1982): U-20 log entry transcript. Log first published in L'illustration in 1920